# Marie Terezie
Marie Terezie, celým jménem Marie Terezie Valpurga Amálie Kristýna, německy Maria Theresia Walburga Amalia Christiana (13. května 1717, Vídeň – 29. listopadu 1780, Vídeň), z rodu Habsburků, byla arcivévodkyně rakouská, královna uherská, královna česká a markraběnka moravská. Byla jedinou vládnoucí ženou na českém trůně. Jejím manželem se 14. února 1736 stal František I. Štěpán Lotrinský, v letech 1745–1765 římský císař.
Přestože měla nástupnická práva zajištěna Pragmatickou sankcí, kterou v předešlých letech uznala za cenu různých ústupků většina evropských mocností, po smrti otce Karla VI. byly její nároky zpochybněny především ze strany Pruska a Francie. Hned od počátku její vlády byly vedeny války o rakouské dědictví, které přerostly v celoevropský konflikt. V této válce ztratila Slezsko a pokus o jeho opětovné získání nebyl úspěšný ani v následující sedmileté válce. V návaznosti na vojenské konflikty přistoupila k řadě reforem (Tereziánské reformy), které se primárně týkaly armády a centralizace státní správy. K nejvýznamnějším reformám s přesahem až do současnosti patřilo zavedení povinné školní docházky (1774). Zásahy do chodu habsburské monarchie v duchu osvícenského absolutismu probíhaly v součinnosti s významnými osobnostmi z řad šlechty (hrabě Bedřich Haugwitz, kníže Václav Antonín Kounic), v oblasti zdravotnictví prosadil svůj vliv její osobní lékař Gerard van Swieten.
V roce 1743 byla korunována českou královnou a po několika dalších pobytech v Praze iniciovala rozsáhlou přestavbu Pražského hradu do jeho současné podoby (1753–1775, architekt Nicolò Pacassi).
Se svým manželem měla celkem 16 dětí, z nichž šest zemřelo v dětském věku. Synové Josef II. (1741–1790) a Leopold II. (1747–1792) se postupně stali římskými císaři. Z dcer se stala nejznámější nejmladší Marie Antoinetta (1755–1793), jejíž sňatek s Ludvíkem XVI. stvrdil spojenectví s Francií uzavřené již před sedmiletou válkou. Marie Terezie u svých dětí uplatňovala sňatkovou politiku, díky které si už za svého života vysloužila přezdívku matka Evropy a rovněž přezdívky tchyně Evropy a babička Evropy.

## Dětství

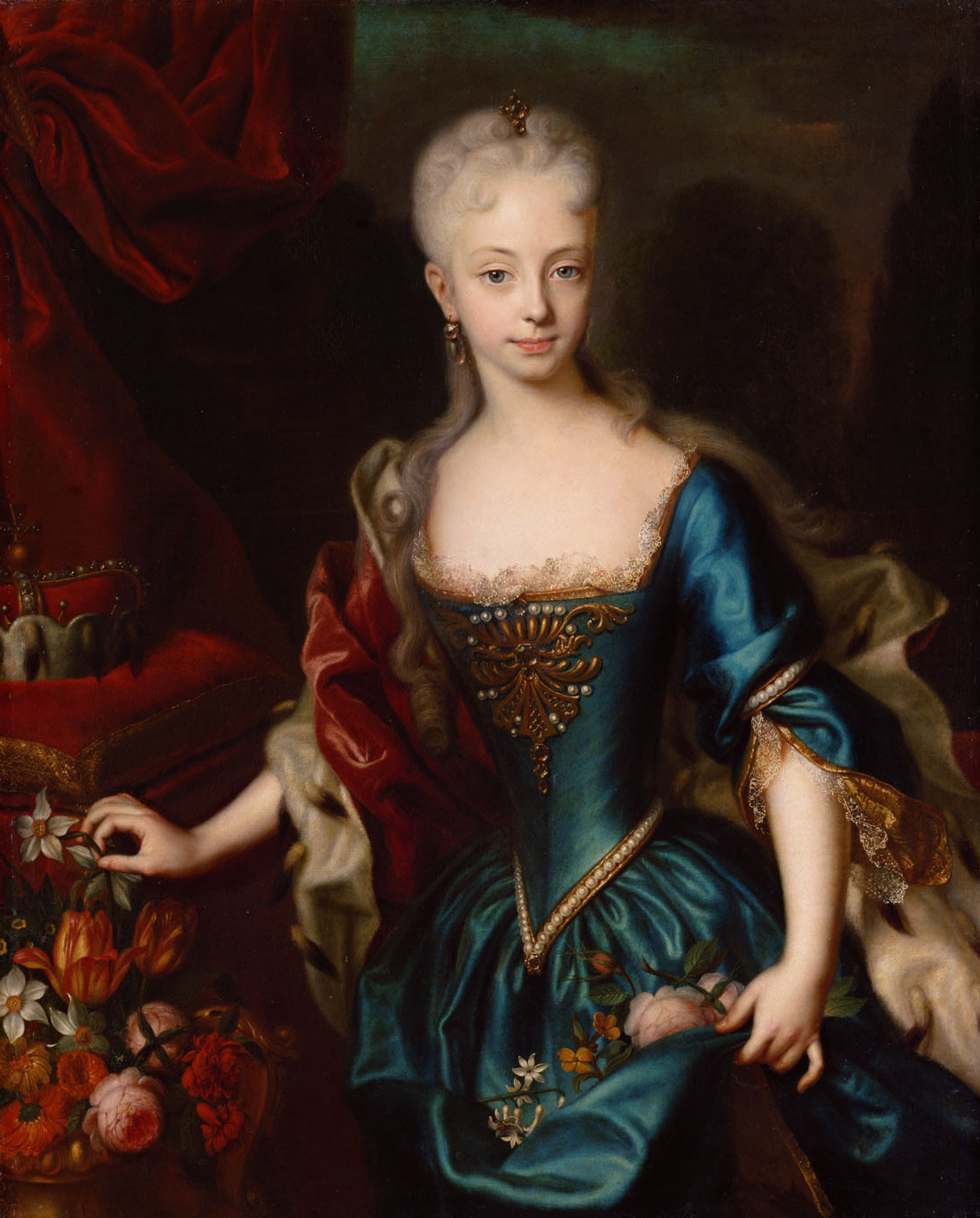
Mladá Marie Terezie okolo roku 1727

Osobní znak arcivévodkyně a královny Marie Terezie

Marie Terezie byla pokřtěna hned v prvním dnu svého života. Byla nejstarší dcerou císaře Svaté říše římské Karla VI. a Alžběty Kristýny Brunšvické. Její jediný bratr Leopold zemřel ve věku necelých sedmi měsíců (ještě před jejím narozením). V roce 1730 zemřela i její nejmladší, teprve šestiletá, sestra Marie Amálie. V důsledku pragmatické sankce z roku 1713 byla Marie Terezie de facto předpokládanou dědičkou habsburských zemí (rakouského dědictví).
Od mládí ji vychovávali jezuité. Kromě hlavního předmětu, kterým bylo náboženství, se učila dějinám, latině, francouzštině a němčině. Dále pak ještě například kreslení, tanci a hudbě.
V sedmi letech tančila společně se sestrou Marií Annou v opeře Euristeo, jejímž autorem byl Zenón. Později, ve 13 letech, v den otcových jmenin (tj. 4. listopadu 1730), poprvé zpívala před publikem ve hře Germania il di che spende Sagro all. Hned za dva roky si užila i svou první hereckou premiéru v komedii Il cicisbeo consolato a roku 1733, u příležitosti narozenin otce císaře Karla VI., zpívala se svou sestrou Marií Annou v opeře Il natale d'Augusto dvorního skladatele Antonia Caldary.
V roce 1728 se její vychovatelkou stala říšská hraběnka Karolina von Fuchs-Mollard, zvaná „Charlotte“ a také „Füchsin“ (liška), která s ní zůstala až do své smrti v roce 1754. Charlottu si Marie Terezie velmi oblíbila, říkávala jí „mami“ a po smrti ji jako jediného nečlena habsburského rodu nechala pochovat do rodinné Císařské hrobky. Zde leží hned vedle ní a jejího chotě Františka I. Štěpána Lotrinského, kterého jí pomohla získat.

## Námluvy

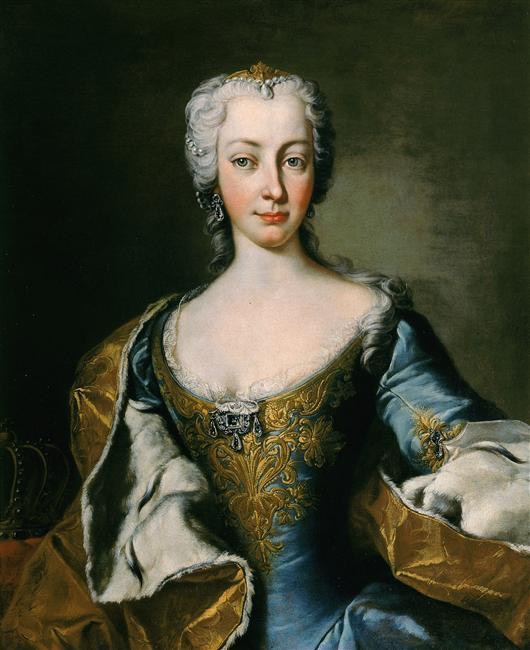
Marie Terezie circa 1736–1740

S Františkem Štěpánem se poprvé setkala již v šesti letech, kdy přicestoval ze svého hlavního města Nancy do Vídně. Její otec Karel VI. si jej ihned oblíbil, poněvadž v něm viděl syna, kterého mu osud odepřel. Snad největším problémem v počátcích vztahu mezi ní a Františkem Štěpánem byl věkový rozdíl devíti let. František Štěpán byl příliš velký na to, aby si s Marií Terezií hrál. Při oficiálních oslavách, bálech a podobných příležitostech je navíc rozdělovaly i požadavky protokolu.
Dalším problémem byl fakt, že by případné spojenectví mezi Habsburky a Lotrinčany popudilo Francii, která usilovala o kontrolu nad územím Lotrinska. Při úvahách Karla VI., za koho provdá svou nejstarší dceru a de facto následnici rakouského arcivévodského trůnu, hrála velkou roli předtucha, že se z jeho manželství pravděpodobně již nenarodí mužský následník habsburského rodu. Pro dynastická spojení přicházeli v úvahu princové z vládnoucích rodů jako byli Wittelsbachové (případně i sám bavorský kurfiřt, což by ale způsobilo rozkol v říši) nebo ze španělského rodu Bourbonů. Karel VI. se navíc zavázal Spojenému království Velké Británie a Irska, že svou dceru provdá pouze za prince s relativně malým mocenským postavením, což na druhou stranu nahrávalo Františkovi Štěpánovi.
Ten se roku 1729 navíc stal, po smrti svého otce, lotrinským vévodou, čehož se obávala Francie. Vše usnadnila válka o polské následnictví v letech 1733–1735, v níž bojovalo Rakousko s Ruskem proti Francii a Španělsku. Vše nakonec dopadlo tak, že Rakousko získalo Parmu a Piacenzu a naopak ztratilo Neapol a Sicílii. František Štěpán ztratil Lotrinsko. Mladý František Štěpán byl postupně jmenován místodržitelem v Uhersku a v Rakouském Nizozemí a velel císařským vojskům ve válce proti Turkům.
Díky ztrátě Lotrinska a uznání pragmatické sankce Francií již nic nestálo v cestě svatbě Marie Terezie a Františka Štěpána Lotrinského. Navíc, jak udává literatura, byla Marie Terezie do svého budoucího manžela zamilovaná, takže ani odpor z její strany se neočekával.
František Štěpán požádal Marii Terezii o ruku dne 31. ledna 1736, tentýž den byli ale od sebe odloučeni, Marie Terezie zůstala ve Vídni a František Štěpán se přesunul do Prešpurku, jak to vyžadovala etiketa. Svatba byla naplánována na 12. února 1736 v Augustiniánském kostele ve Vídni. Svatbu prováděl papežský nuncius Domenico Passionei. Oba své ano řekli latinsky. Celá svatba a svatební veselení bylo ukončeno posledním dnem masopustu – 14. února 1736.
Po svatbě odjel novomanželský pár do rakouského poutního místa Mariazell. Z jejich manželství vzešlo celkem 16 dětí.

## První léta vlády

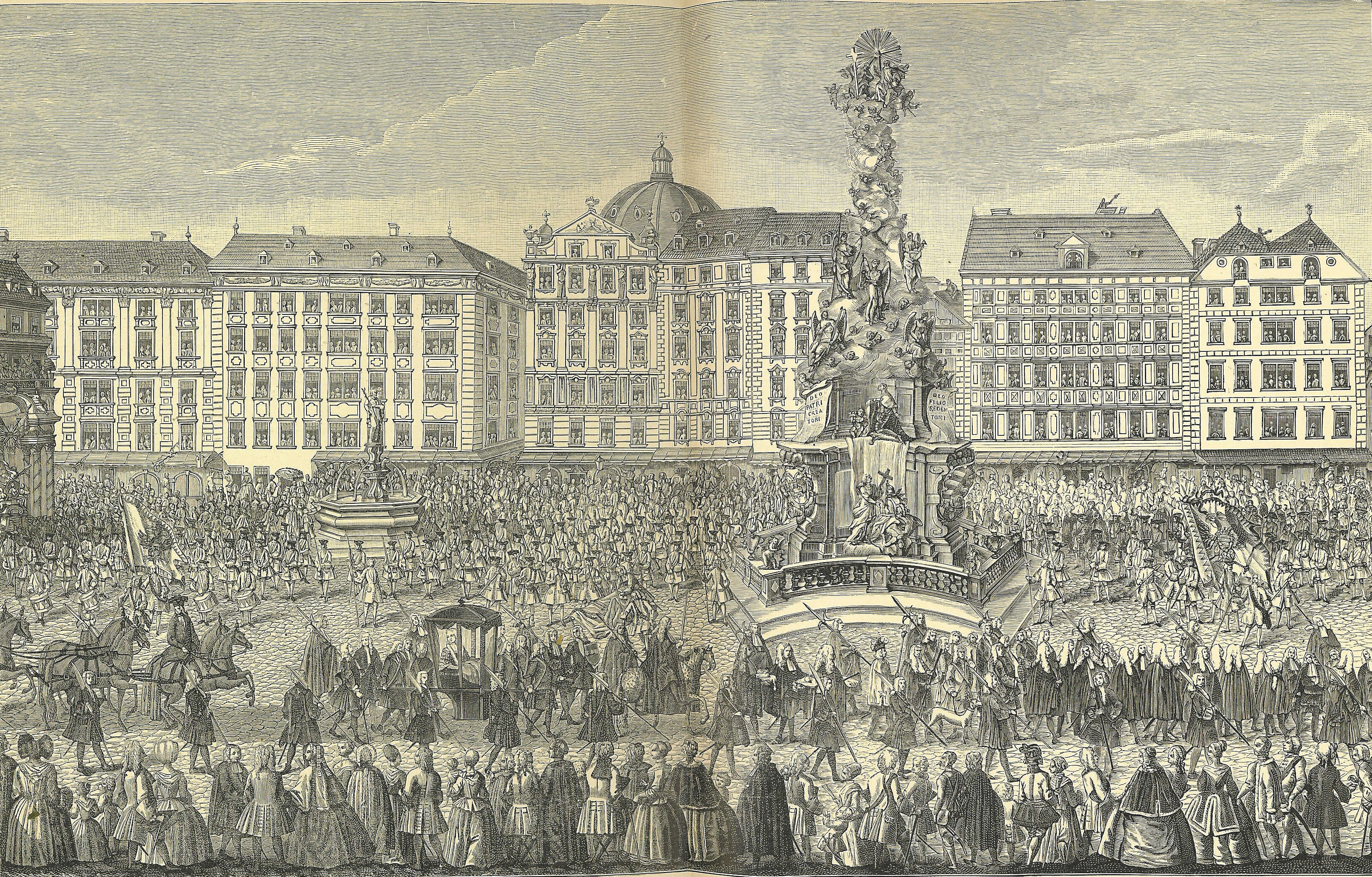
Korunovační průvod Marie Terezie do katedrály svatého Štěpána ve Vídni 22. listopadu 1740

Po smrti svého otce dne 20. října 1740 se Marie Terezie stala panovnicí nad habsburskými zeměmi, rakouskou arcivévodkyní, vévodkyní lotrinskou a velkovévodkyní toskánskou. Ostatní tituly (včetně královny české a markraběnky moravské) si musela postupem času nechat nejprve potvrdit, takových titulů bylo celkem 20 včetně císařovny-manželky, který také neskýtal mnoho panovnických jistot.
Problémy na začátku své vlády měla nejen s okolními zeměmi, na něž si činila nárok, ale i uvnitř Rakouska, kde v některých oblastech nepovažovali za dobré, aby jim vládla žena. Během následujícího měsíce se situace v Rakousku uklidnila a Marie Terezie, která v té době byla v pátém měsíci těhotenství, se mohla věnovat dalším záležitostem.
Dalším naléhavým problémem byl fakt, že Karel VI. nezasvětil svou dceru do „věcí státních“ a ona tak musela převzít celou vládu po svém otci, ačkoliv neměla znalosti místních poměrů.

## Války orakouské dědictví (16. prosince 1740 – 18. října 1748)

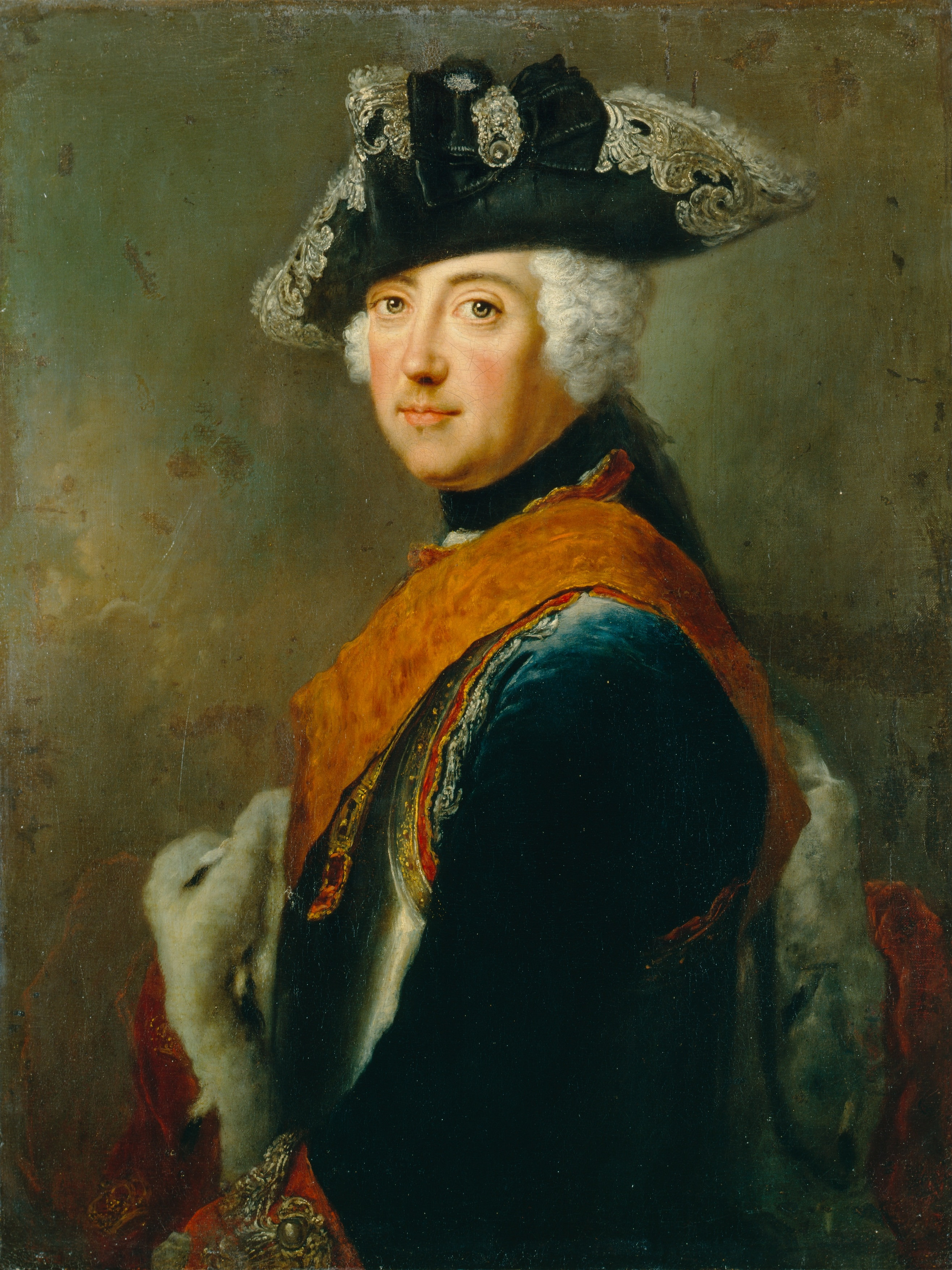
Fridrich II. byl největší oponent Marie Terezie po celý její život

Uplynulo jen několik dní vlády Marie Terezie a Prusko v čele s Fridrichem II. žádalo od Rakouska celé Slezsko výměnou za dva milióny zlatých, za záruku rakouských držav v Říši a za zasazení se o zvolení jejího manžela císařem. Tato nabídka byla Marii Terezii učiněna dne 15. listopadu 1740. Fridrich II. čekal na odpověď měsíc a den. Dne 16. prosince 1740, když nedostal odpověď, obsadila pruská vojska postupně celé Slezsko a začaly Války o rakouské dědictví.
Protiakcí bylo vyslání přibližně 16 000 rakouských vojáků proti dvojnásobné přesile pruských vojáků. Obě armády se střetly 10. dubna 1741 u Małujowic (Mollwitz) a rakouská vojska byla poražena. Hlavním důvodem neúspěchu bylo osamocení Rakouska v boji, nezanedbatelnou roli hrála i skutečnost, že Karel VI. zanechal své dceři armádu v nepříliš dobrém stavu. V této době byla spojencem Rakouska pouze Anglie, která jej podporovala penězi, ovšem Rakousko daleko více potřebovalo posily vojenské.
Dne 13. března 1741 Marie Terezie porodila syna Josefa. Neúspěch u Małujowic se stal pobídkou pro ostatní nepřátelské státy – Francii, Španělsko, Bavorsko a Sasko, které se spojily s Pruskem. Jejich hlavním cílem bylo učinit z Rakouska slabý stát a získat na jeho úkor co nejvíce území.
V červnu 1741 odcestovala Marie Terezie do Prešpurku, aby zjistila postoj Uher k pragmatické sankci (která zajišťovala dědičné právo pro ženské následovníky trůnu v Habsburské monarchie pod vládou Habsburků včetně Uher) a také, zda podpoří Rakousko. Uherští se vyjádřili ve prospěch listiny, potvrdili svůj podpis a rozhodli se podpořit Rakousko i vojensky. Cenou ovšem byla větší samostatnost pro Uhry. Panovnice před říšským sněmem Maďarům potvrdila předešlá privilegia, osvobodila šlechtu od daní a rovněž potvrdila, co již slíbil Karel VI., že pokud zemřou potomci Karla VI., Josefa I. a Leopolda I., tak si Uhry budou moci zvolit vlastního krále. Pravděpodobnost, že by vymřeli tito následovníci byla malá, jelikož Marie Terezie v té době měla už budoucího dědice trůnu Josefa II. a další tři dcery.
Marie Terezie se poté stala královnou uherskou (oficiálně uherským králem, Rex Hungariae), korunována byla 25. června roku 1741. Tím si v Uhrách získala mnoho příznivců. Na podzim 1742 získala první část slíbené uherské vojenské podpory a její armáda se zvětšila na přibližně 30 000 mužů ve zbrani. Uhry tímto poprvé ve své existenci povolaly své vojáky k obraně celé Rakouské říše, nikoli jen uherské části, jak tomu bylo dosud.

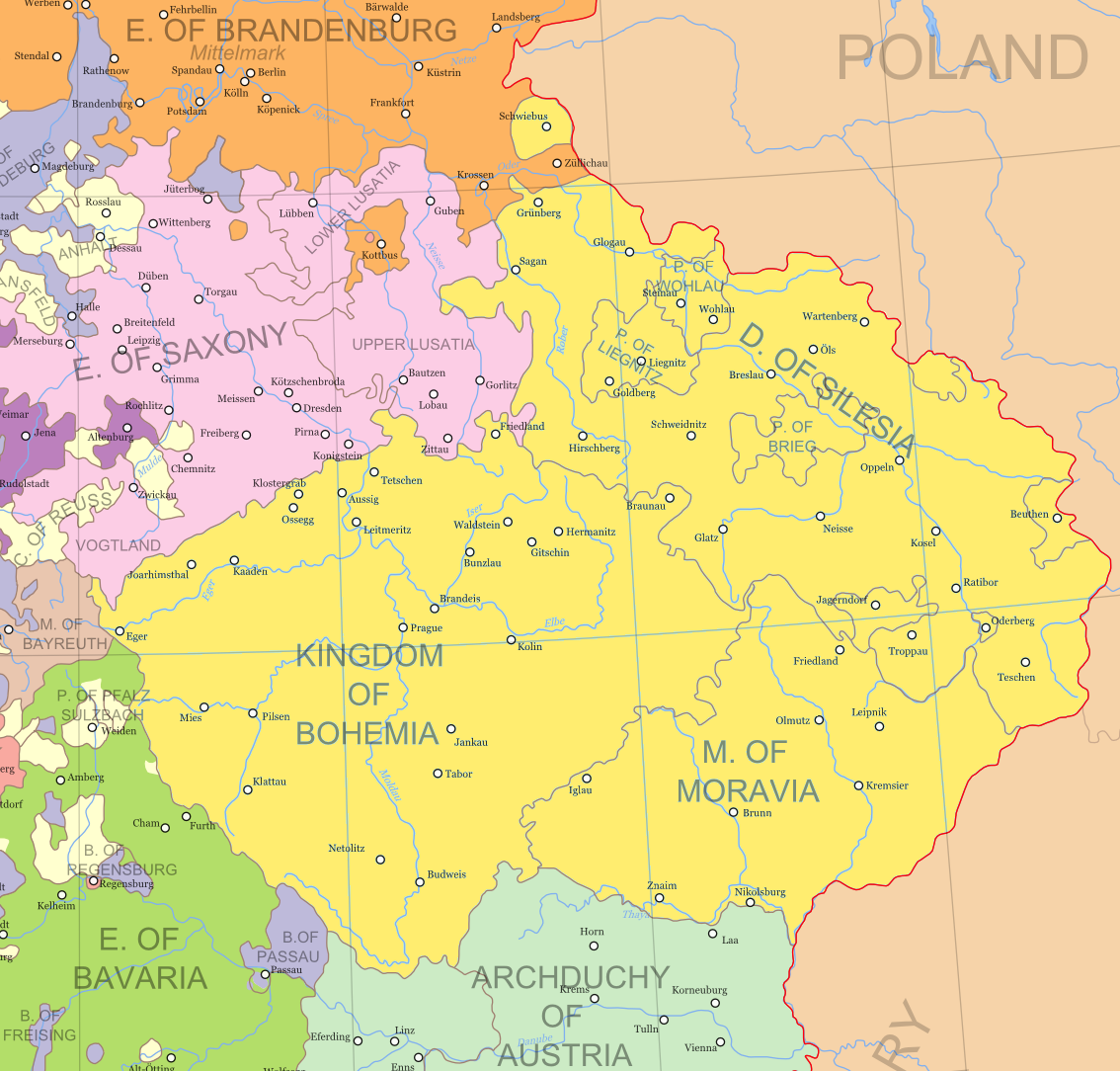
Země Koruny české před rokem 1742, kdy velká část Slezska připadla Prusku

Podruhé před říšský sněm předstoupila Marie Terezie v září 1741 (legenda praví, že se tak stalo 11. září), kdy to s Rakouskem vypadalo špatně; dle legendy předstoupila před sněm v černých šatech držíc na rukou půlročního Josefa II. a se slzami v očích sdělovala, že je všemi opuštěná a že nyní má již pouze Uhry. Uherské šlechtice to povzbudilo a ihned poskytli Marii Terezii peníze a vojsko a navíc dokonce uznali jejího manžela jako spoluvládce Uher.
Dne 15. srpna 1741 překročily Rýn, hranici mezi Francií a Německou říší, francouzské oddíly pod záminkou pomoci bavorskému kurfiřtovi Karlu Albrechtovi. A již 15. září 1741 dobyly Linec, kde si nechal Karel Albrecht odpřisáhnout věrnost.
Marie Terezie, ač nerada, uzavřela s Pruskem dohodu o tom, že v těchto těžkých chvílích se Prusko nespojí s Karlem Albrechtem a nezaútočí; za klid zbraní se vzdala Slezska až po Kladskou Nisu. Dohoda byla podepsána v Klein-Schenellendorfu.
26. listopadu 1741 dobyli Francouzi, Sasové a Bavoři Prahu. Karel VII. Bavorský se nechal provolat českým králem a stal se jím 7. prosince 1741. Na začátku roku 1742 dobylo Rakousko Bavorské kurfiřtství a Mnichov 12. února 1742. Téhož dne se Karel VII. nechal korunovat římskoněmeckým králem a císařem a František Štěpán tak ztratil pro tuto chvíli šance na jeho titul.

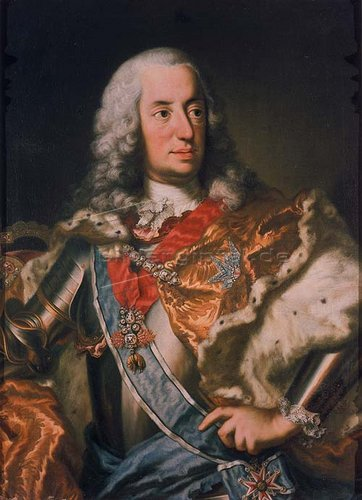
Karel Albrecht, kurfiřt bavorský, se nechal na úkor Marie Terezie korunovat českým králem

Když se Fridrich II. dozvěděl, že se Rakousku začíná konečně dařit, rozhodl se odstoupit od smlouvy s Marií Terezií a dne 17. května 1742 vyhrál bitvu u Čáslavi a Chotusic.
Díky Anglii byl ve Vratislavi 11. června 1742 podepsán předběžný mír mezi Rakouskem a Pruskem. 28. července 1742 byla v Berlíně podepsána konečná mírová dohoda. Prusko získalo Horní i Dolní Slezsko a hrabství kladské. Fridrich II. dále ještě požadoval území dnešního Královéhradeckého kraje, které ovšem již Marie Terezie odmítla vydat, i kdyby to mělo rozpoutat peklo, jak řekla. Rakousku z bývalého Slezska zbývá již jen Těšínsko, Opava a Krnov.
Díky berlínskému míru se mohly jednotky, které byly původně začleněny na ochranu proti Prusku, soustředit na dobytí Čech, kde se mezitím francouzská šlechta chovala jako pravý diktátor. Většina české šlechty se začala od Karla VII. distancovat a ti, kteří s ním nesouhlasili již od začátku, začali odporovat. Nakonec byly země Koruny české dne 26. prosince 1742 dobyty zpět Rakouskem a vláda Karla VII. byla ukončena.
V dubnu 1743 se Marie Terezie vypravila do Prahy, aby se zde nechala korunovat. Do Prahy dojela 29. dubna 1743. Ve Vladislavském sále Pražského hradu jí 11. května holdovali čeští stavové. Korunovace se konala v neděli 12. května 1743 a obřad provedl olomoucký biskup Jakub Arnošt z Liechtenstein-Kastelkornu, pozdější salcburský arcibiskup. O tom, že její vztah k českým zemím nebyl úplně vřelý, vypovídá dopis nejvyššímu českému kancléři Filipu Josefovi Kinskému, ve kterém se před pražskou korunovací vyjádřila, že česká koruna se podobá šaškovské čepici. Přirovnání svatováclavské koruny k bláznovské čapce bylo však spíše škádlením Kinského než projevem její zlé vůle. Po více než měsíčním pobytu v Praze, během kterého se zúčastnila i slavností k uctění sv. Jana Nepomuckého, se odebrala přes Benešov, Tábor a České Budějovice zpět do Vídně.
V těchto dobách se již Marii Terezii poměrně dařilo, 27. června 1743 Rakousko s Anglií porazilo Francii v Bitvě u Dettingenu a Francouzi se museli stáhnout opět za Rýn. Díky tomuto vítězství mohla Marie Terezie začít uvažovat o znovu dobytí Lotrinska a také Štrasburku, který si již dříve hodně oblíbila. Na podporu svého snažení uzavřela Marie Terezie dne 13. září 1743 ve Wormsu spojenectví s Anglií a sardinsko-piemontským královstvím.
V létě roku 1744 vpadl Fridrich II. podruhé do Čech, čímž porušil mír sjednaný roku 1742 Anglií. Dále uzavřel s Francií alianci a 19. září 1744 opět dobyl Prahu. Na sklonku roku 1744 navíc porodila sestra Marie Terezie – Marie Anna mrtvé dítě a sama dne 16. prosince 1744 zemřela. 31. ledna 1745 přivedla Marie Terezie na svět dalšího syna – Karla Josefa. I přes tuto radostnou událost vládla v Rakousku spíše špatná nálada, jelikož 4. června 1745 u Dobroměře a 30. září 1745 u Žďáru u Trutnova prohrálo Rakousko bitvy proti Fridrichu II. Rakousko společně s Anglií prohrálo ještě bitvu proti Francii dne 11. května 1745 u Fontenoy v Rakouském Nizozemí.
Kvůli těmto prohraným bitvám a navíc kvůli strachu z útoku na Čechy Marie Terezie podepsala další mír (už třetí v řadě) s Fridrichem II. dne 25. prosince 1745 v Drážďanech, ve kterém se definitivně zřekla Slezska. Naopak, Fridrich II. přislíbil, že uzná Františka Štěpána za římskoněmeckého císaře.
V době, kdy platil mír s Pruskem, zbývala Marii Terezii poslední dvě válčiště – v Itálii a Nizozemí. Dne 16. června 1746 zvítězila rakouská armáda, které velel Josef Václav z Lichtenštejna, v bitvě s francouzsko-španělským vojskem u Piacenzy a Marie Terezie si tak mohla připsat další vojenský úspěch.
Roku 1744 vydala Marie Terezie dekret, kterým vypověděla Židy z Čech a o rok později i z Moravy i Slezska, a to pod záminkou údajné spolupráce židovské komunity s nepřítelem během pruské okupace Prahy. Odchod Židů z Prahy znamenal pro město hospodářský pokles, proto bylo od dalšího vyhánění upuštěno a roku 1748 byl Židům povolen návrat za tzv. toleranční daň. Roku 1758 Marie Terezie přikázala Židům nosit zvláštní označení. Tato diskriminační povinnost byla zrušena jejím synem Josefem roku 1781.

## Ukončení bojů

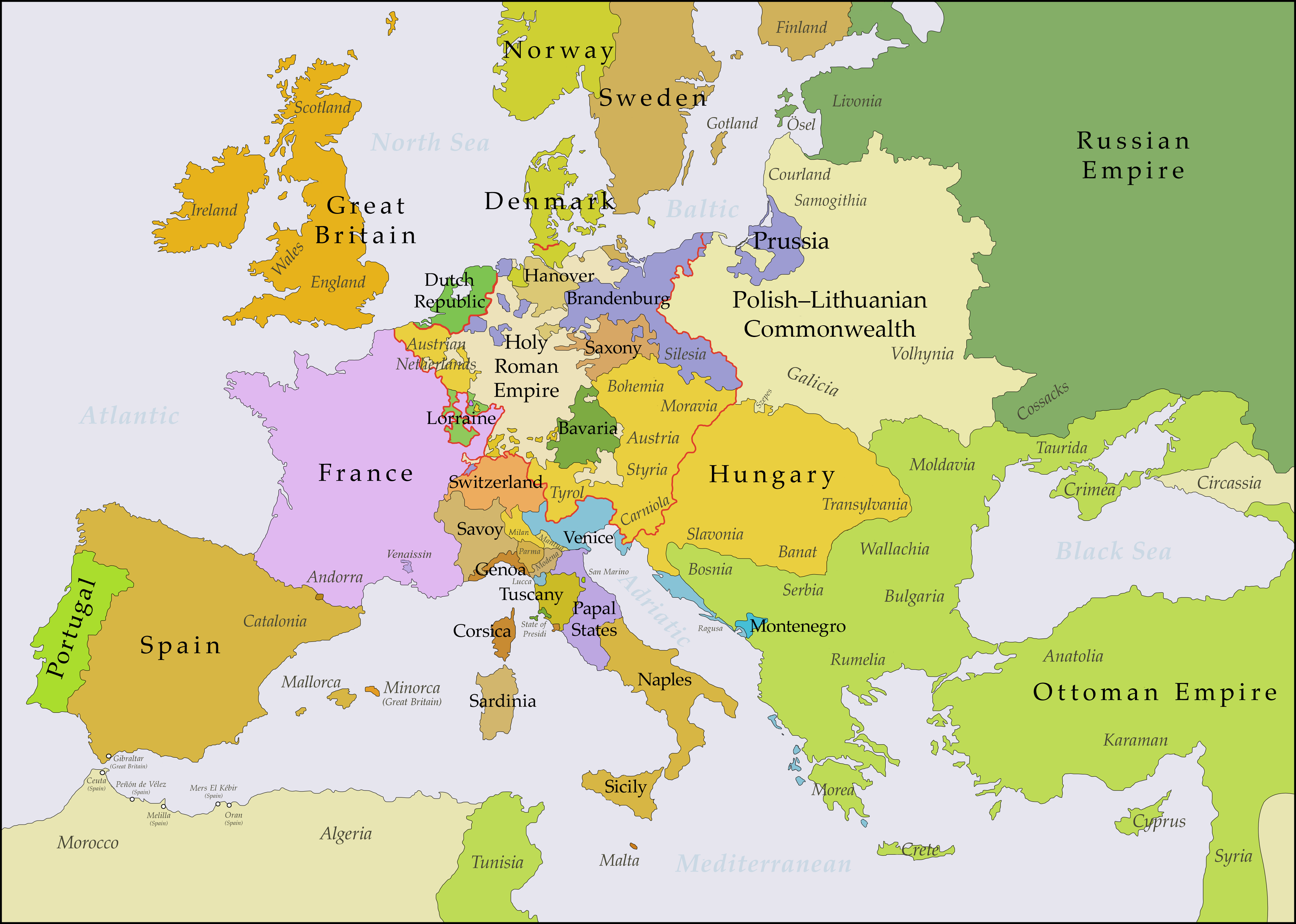
Evropa roku 1748 po podepsání cášského míru

V roce 1746 se k Rakousku a Anglii přidalo Rusko, které o něco dříve získalo vliv v Polsku. V Rusku vládla Alžběta I., která nastoupila na ruský trůn o rok později než Marie Terezie, se kterou měla společnou nechuť k Prusku a hlavně k jeho panovníku – Fridrichu II. Z důvodu vzájemné vojenské podpory spolu tyto dvě evropské vládkyně sepsaly dne 2. června 1746 dohodu, ve které si Marie Terezie v případě napadení Pruskem dělá opětovný nárok na Slezsko, kterého se původně vzdala kvůli míru ze dne 25. prosince 1745.
Anglie, znechucena nekonečnými válkami a bitvami s Francií, tlačila na Marii Terezii, aby souhlasila s mírem, který by Anglie pomohla dojednat. Na odpověď měla dostatek času, ovšem, jak bylo tehdy rakouskou tradicí, Marie Terezie začínala vše zdržovat. To však Anglii došla trpělivost a Anglie s Francií se domluvily předběžně o míru a Marii Terezii postavily dne 30. dubna 1748 před hotovou věc. Marie Terezie byla donucena k souhlasu s tímto předběžným a později i s konečným mírem z 18. října 1748. Touto smlouvou Rakousko ztratilo jen několik menších území (Parmu, Piacenzu a Guastallu) a jedno větší, Slezsko. Naopak si obhájila Rakouské Nizozemí a Milán. Navíc všech osm zemí, které se podepsaly pod touto smlouvou (Anglie, Holandsko, Sardinie – Piemont, Francie, Španělsko a Janov), definitivně potvrdilo platnost pragmatické sankce.
Tím skončila válka o rakouské dědictví, ve které, až na ztrátu Slezska, mladá Marie Terezie obstála. Se ztrátou Slezska se ovšem nehodlala smířit a hodlala si jej v budoucnu vzít zpět od Pruska, k tomu ale musela jednak naplnit státní pokladnu penězi a zároveň zmodernizovat armádu. Ke splnění obojího byly zapotřebí reformy, na které se Marie Terezie mohla konečně vrhnout.

## František Štěpán císařem římskoněmeckým
20. ledna 1745 zemřel po krátkém panování dosavadní císař Karel VII. Bavorský, čímž se otevřela cesta k hodnosti římskoněmeckého císaře pro Františka Štěpána Lotrinského, manžela arcivévodkyně a královny Marie Terezie. Ta brzy začala přesvědčovat některé kurfiřty, kteří o volbě nového římskoněmeckého císaře rozhodovali. Prvním kurfiřtem, o jehož hlas úspěšně usilovala, byl mohučský arcibiskup,[zdroj?] jenž byl zároveň arcikancléřem říše a měl tak velký vliv při volbě. Dále se obrátila na syna a dědice zemřelého Karla  VII., Maxmiliána III. Josefa. Ten Marii Terezii nabídl dohodu, že Františku Štěpánovi také dá hlas, a navíc získá hlas od svého strýce, který byl arcibiskupem v Kolíně nad Rýnem, ovšem výměnou za to, že mu Marie Terezie odstoupí některá zabraná území. Marie Terezie však s takovou dohodou nesouhlasila.[zdroj?]
I přes snahu Francie jeho volbu zhatit se dne 13. září 1745 František Štěpán římskoněmeckým císařem stal. Byl korunován ve Frankfurtu nad Mohanem jako František I. Brzy poté, dne 26. února 1746, porodila Marie Terezie další dítě – Marii Amálii.

## Změny ve spojeneckých aliancích

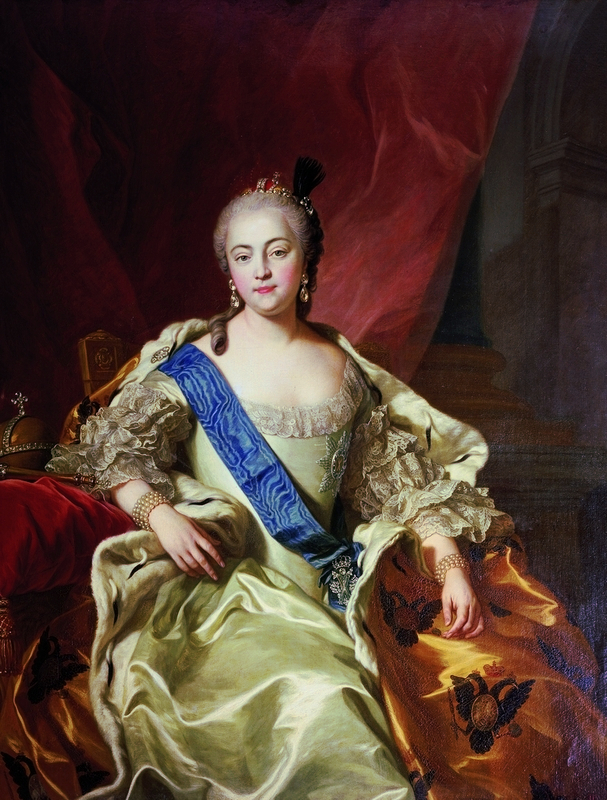
Ruská panovnice Alžběta I. byla spojenkyní Marie Terezie proti Prusku

Marie Terezie se nikdy nevyrovnala se ztrátou Slezska a nikdy si nehodlala připustit jeho definitivní ztrátu. Postupem času si Marie Terezie uvědomovala, že Prusko je možné porazit jen s jiným vojenským partnerem, kterým se měla stát Francie. Marie Terezie nedokázala odpustit zradu Anglie, která ji prakticky donutila podepsat mírovou smlouvu, ve které se definitivně Rakousko zříkalo Slezska výměnou za mír. Hlavním důvodem, proč se chtěla spojit s Francií, byl fakt, že pokud by se ji to podařilo, Prusko by ztratilo svého důležitého spojence.
Jelikož neměli Marii Terezii v té době Francouzi příliš v lásce, musela nejdříve poslat do Francie svého vyslance, aby připravil půdu pro konečná jednání. Tímto vyslancem se stal Moravan, Václav Antonín Kounic, kterého do Francie poslala v říjnu 1750. Ten po zjištění poměrů ve Francii došel nejprve k názoru, že Marie Terezie má upustit od záměru spojenectví s Francií, protože kořeny nepřátelství Francouzů k Rakousku byly stále hodně patrné, ale po domluvě s Marií Terezií přece jen pokračoval ve svém snažení.
Po úspěšných prvních jednáních jej Marie Terezie dne 13. května 1753 povolala zpátky do Vídně, kde z něj udělala dvorního a státního kancléře i šéfa zahraniční politiky. Navíc na začátku roku 1755 se přiostřila situace mezi Anglií a Francií a hrozila nová válka mezi nimi, což nahrávalo do karet Rakousku. V září 1755 začala první velká jednání mezi Francií a Rakouskem, která byla stále vedena tajně, protože ani jeden ze zúčastněných si nemohl dovolit ztrátu svého spojence v případě, že by jednání selhala a o všem se dozvěděli ostatní.
Na tomto jednání padlo, že Rakousko by si přálo co nejrychlejší vyjednání dohody, aby v případě vypuknutí války mezi Anglii a Francií nemuselo zasahovat do sporu na straně Anglie, protože by to nesvědčilo pozdějšímu vyjednávání. Rakousko tedy chtělo, aby Francie zrušila svůj spolek s Pruskem a Francie žádala, aby Rakousko přerušilo své spojenectví s Anglií.

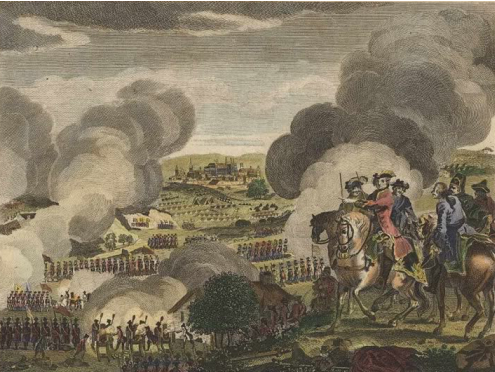
Bitva u Prahy mezi Prusy a Rakušany 6. května 1757

Jednání poté byla zastavena až do listopadu 1755, kdy se obnovila. V té době si Francie uvědomovala, že Rakousko je v této chvíli lepším spojencem než Prusko, protože by mohlo povolit vstup francouzských jednotek do Holandska, ze kterého by útočily francouzské jednotky na Anglii. Anglie si naopak uvědomila, že Prusko je lepším spojencem, protože se bála, že by Prusové zaútočili na Hannoversko a navíc již pravděpodobně tušila, že Rakousko má nekalé úmysly. Proto dne 16. ledna 1756 uzavírají Prusko a Anglie tzv. westminsterskou konvenci.
Díky této konvenci nestálo již nic v cestě k uzavření spojenectví mezi Rakouskem a Francií. První věcí, kterou bylo nutno vyjednat, byla cena dohody. Rakousko mělo jediný požadavek – Slezsko a Francie žádala rakouské Lucembursko a zbytek Nizozemí. Rakousko, i když to nežádalo, dostalo navíc Parmu a Piacenzu. Dále se dohodly, že při napadení jedné země ta druhá první pomůže, dále si navzájem potvrdily državy a potvrdily neutralitu Belgie.
Po úspěšných jednáních byla dne 1. května 1756 sepsána dohoda (známá jako Versailleská smlouva) ve francouzském Jouy-en-Josas, sídle francouzského ministra zahraničí hraběte de Jouy. Ludvík XV. podepsal smlouvu hned druhý den a Marie Terezie až 19. května 1756. První vojenské manévry Rakouska na sebe nenechaly dlouho čekat a koncem července stáhla Marie Terezie své jednotky do Čech.
Prusko ihned reagovalo a 29. srpna 1756 bez vyhlášení války Rakousku vpadlo do Saska. Tak vypukla sedmiletá válka (třetí slezská válka).

## Sňatková politika Marie Terezie

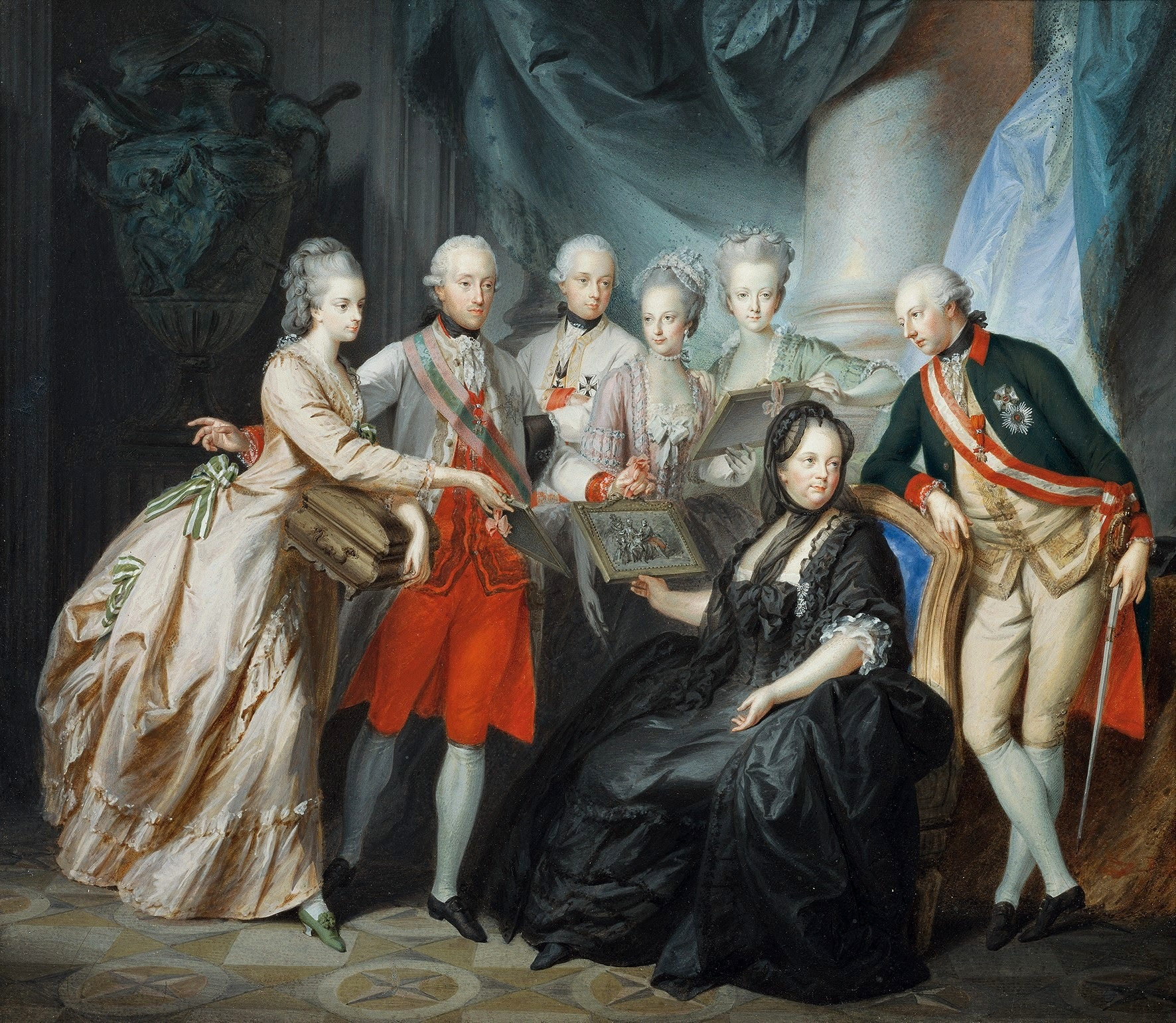
Marie Terezie s rodinou, zcela vpravo její syn, spoluvládce a nástupce Josef II.

K upevnění postavení říše tímto způsobem měla vzhledem k četnému potomstvu nebývalé možnosti. Prvním, co bylo v této oblasti nutno provést, byla svatba Josefa, nejstaršího syna Marie Terezie, a to tak, aby z této svatby mělo Rakousko co největší užitek. S plánováním sňatku Josefa začala jeho matka ještě za třetí slezské války, a sice v roce 1760. První nabídka přišla od neapolského krále Karla IV., který navrhl, aby si Josef vzal jeho nejstarší dceru a některá dcera Marie Terezie si vzala nejstaršího syna Karla IV. Výhodnost toho sňatku byla dvojí, jednak zaručovala bezpečnost Rakouska alespoň z jedné světové strany a jednak i fakt, že Karel IV. v dohledné době nastoupí na trůn Španělska za svého bezdětného nevlastního bratra Ferdinanda VI., což po pozdější smrti Karla IV. zakládalo nárok na španělský trůn pro syna Marie Terezie – Josefa.
Druhou možností Marie Terezie, jak výhodně oženit svého syna Josefa, byl sňatek s vnučkou Ludvíka XV. – s Isabelou Parmskou, který se nakonec i uskutečnil. Aby Marie Terezie nepopudila španělské Bourbony, rozhodla se oženit svého druhého syna Leopolda s Marií Ludovikou, kterou si měl původně brát právě Josef. Syn Karla IV., Ferdinand IV., se oženil s dcerou Marie Terezie, Marií Karolinou.
Svatba Josefa II. a Isabely Parmské se uskutečnila dne 6. října 1760, tedy v době, kdy ještě probíhala sedmiletá válka, ale i přesto byla velmi nákladná, což mělo dokázat nepřátelům Rakouska, že státní kasa je ještě poměrně plná.

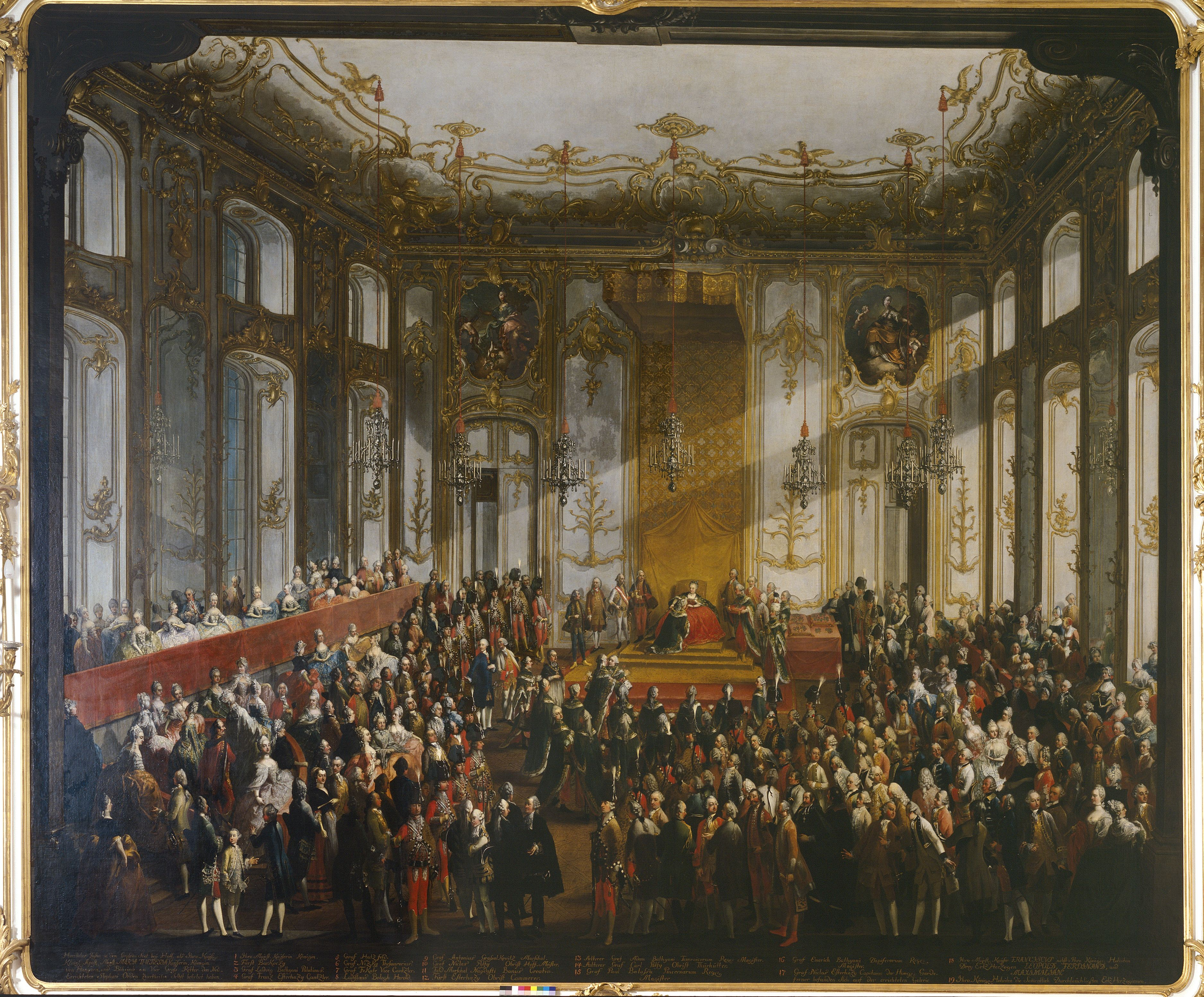
Na dvoře Marie Terezie v Hofburgu ve Vídni

Ovšem následující léta nebyla pro Rakousko a hlavně pro Habsburky příliš příznivá, roku 1761 zemřel Karel Josef, roku 1762 Johanna Gabriela (oba potomci Marie Terezie) a dovršením všeho roku 1763 zemřela i sotva dvaadvacetiletá Isabella Parmská. Všichni tři zemřeli na tehdejší obávanou metlu – neštovice. Isabella Parmská po sobě zanechala dceru, která však jako sedmiletá zemřela rovněž.
Protože Josef II., který byl roku 1764 zvolen římskoněmeckým králem, neměl mužského potomka a navíc Habsburkové po generace utužovali svou moc především sňatkovou politikou, začala pro něj Marie Terezie, i přes synův odpor, hledat vhodnou nevěstu. Vybrána byla princezna z rodu Wittelsbachů, Marie Josefa Bavorská, po jejíž smrti v roce 1767 se Josef už neoženil. Svatba se konala 23. ledna 1765.
V roce 1767 si neštovice opět vybraly svou daň v královské rodině. Na jaře onemocněla nemilovaná manželka Josefa II. Marie Josefa i sama Marie Terezie. První z žen nemoci podlehla 28. května a velká panovnice přijala poslední pomazání 1. června, nakonec se však uzdravila. V polovině června onemocněl její zeť Albert Kazimír Sasko-Těšínský, manžel Marie Kristiny, která se vzpamatovávala z horečky omladnic po porodu jediné dcery, ale i on měl štěstí a přežil. Na podzim onemocněly dvě z dcer Marie Terezie, snoubenka neapolsko-sicilského krále Ferdinanda, Marie Josefa a Marie Alžběta. Zatímco Marie Josefa nemoci 15. října podlehla, Marie Alžběta neštovice i přes těžký průběh nemoci přestála.
Po zajištění druhého sňatku syna Josefa Marie Terezie začala vybírat vhodnou nevěstu pro druhého nejstaršího syna – Leopolda. Nakonec pro něj našla Marii Ludoviku, která pak po vzoru Marie Terezie porodila do manželství 16 dětí. Svatba se konala dne 5. srpna 1765 v Innsbrucku. Svatbu a svatební oslavy ovšem postihly dvě vážné události, jednak svatba byla urychlena kvůli špatnému zdraví ženicha, který měl vážné problémy se zažíváním, a jednak pár dní poté, dne 18. srpna 1765 večer náhle zemřel ženichův otec – František I. na infarkt myokardu.
Díky této sňatkové politice už za svého života získala přezdívku matka Evropy a též přezdívky tchyně Evropy a babička Evropy.

## Smrt Františka I. a rozpory v rodině Marie Terezie

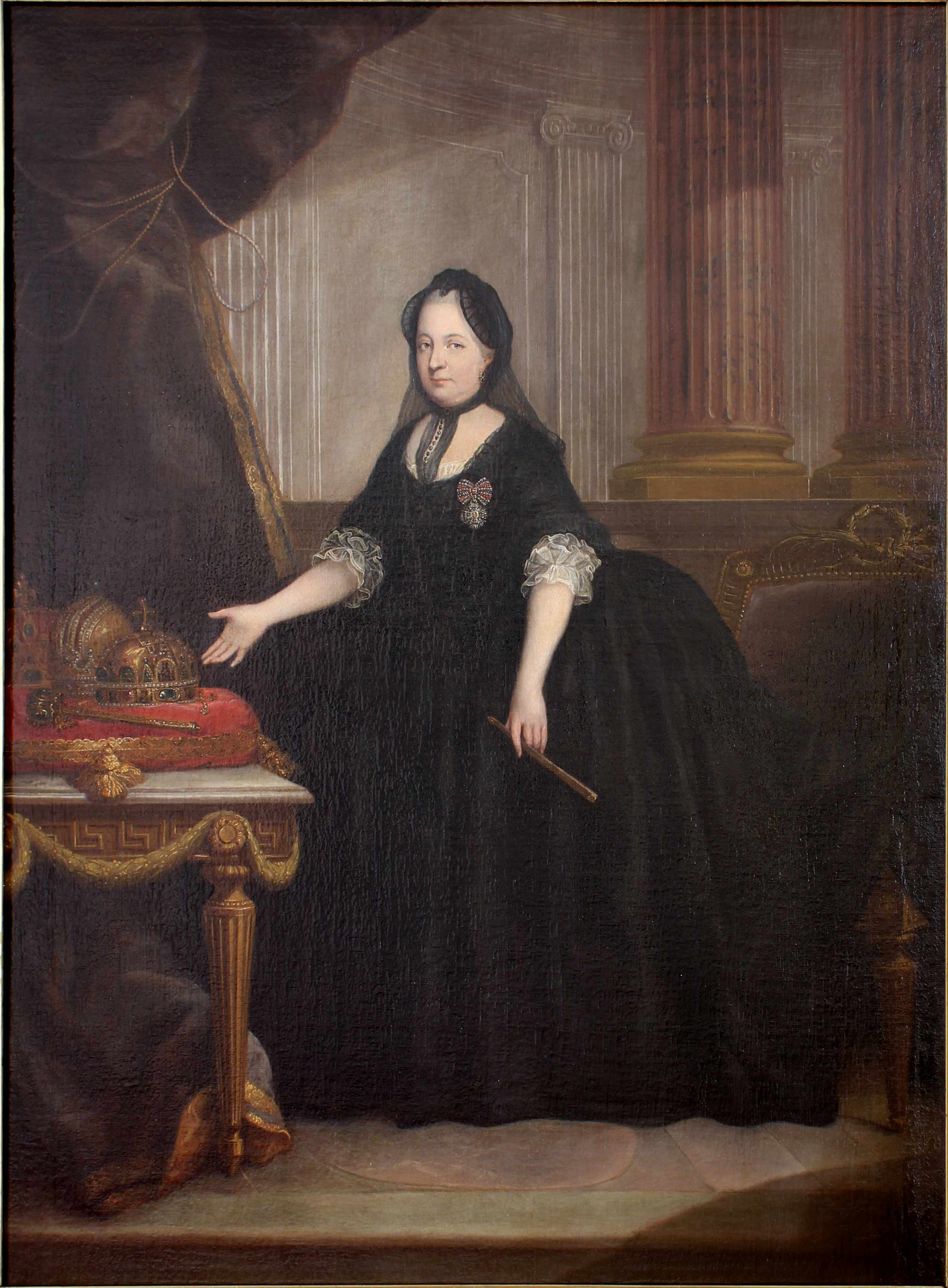
Marie Terezie velmi trpěla ztrátou manžela a do své smrti chodila v černém

O náhlé smrti svého milovaného muže se Marie Terezie dozvěděla tentýž den od svého nejstaršího syna Josefa II. S jeho smrtí se nedokázala vyrovnat po zbytek svého života; od dalšího dne chodila až do své smrti v černém a své šperky a jiné oblečení rozdala svým dcerám. Ostatky Františka I. byly umístěny do rodinné kapucínské krypty, kde byla později pochována i Marie Terezie. František I. po sobě zanechal obrovských 18 miliónů zlatých a dvě sídla v Čechách. Pomocí 12 miliónů umořila Marie Terezie státní dluh, zbytek si nechala pro zaopatření početné rodiny (11 dětí).
Josef II. se po smrti svého otce stal automaticky římskoněmeckým císařem, jelikož byl v té době již římskoněmeckým králem. Navíc, dne 17. září 1765 Marie Terezie jmenovala Josefa II. jako spoluvládce habsburských zemí.
Postupem času docházelo mezi oběma k značným rozporům, Josef II. se snažil vládnout sám, bez matčiny pomoci, navíc si v té době užíval nevázaného života, kdy místo toho, aby si hledal nevěstu, se kterou by zajistil mužského potomka a následníka, raději běhal za „lehkými ženami“; od jedné z nich dostal kapavku, jak udává literatura. Navíc se Josef II. čím dál více ztotožňoval s úhlavním nepřítelem Rakouska, Fridrichem II., ba co víc, snažil se o schůzku, ke které nakonec na sklonku vlády Marie Terezie došlo (v letech 1779 a 1780). Jeho matka mu také vyčítala, že si neudrží žádného přítele a jediný, s kým si Josef II. rozumí, je úhlavní nepřítel státu, kvůli němuž přišla Marie Terezie o Slezsko.

## Poslední léta života Marie Terezie
Poslední léta svého života tak Marie Terezie prožila ve velkém stresu. Největší ránu ji způsobila smrt jejího manžela, dále pak věčné rozpory se synem. Během hladomoru v českých zemích v letech 1770–1772 zemřelo nejméně 250 000 lidí, což vedlo k rozsáhlým nevolnickým nepokojům, završeným mocným selským povstáním ve východních Čechách roku 1775. Navíc 5. srpna 1772 byla donucena souhlasit s rozdělením části Polska mezi Rakousko, Prusko a Rusko, které prosazovali vedle ruské carevny Kateřiny Veliké a pruského krále Fridricha i její spoluvládnoucí syn Josef a kancléř Kounic. Kdyby se postavila na stranu Polska, vše by vedlo k válce, kterou by osamocené Rakousko jistě prohrálo. Rakousko sice získalo 70 000 čtverečných kilometrů Polska, ale Rusko a Prusko se rozrostly v důsledku tohoto dělení ještě blíž k rakouským hranicím.

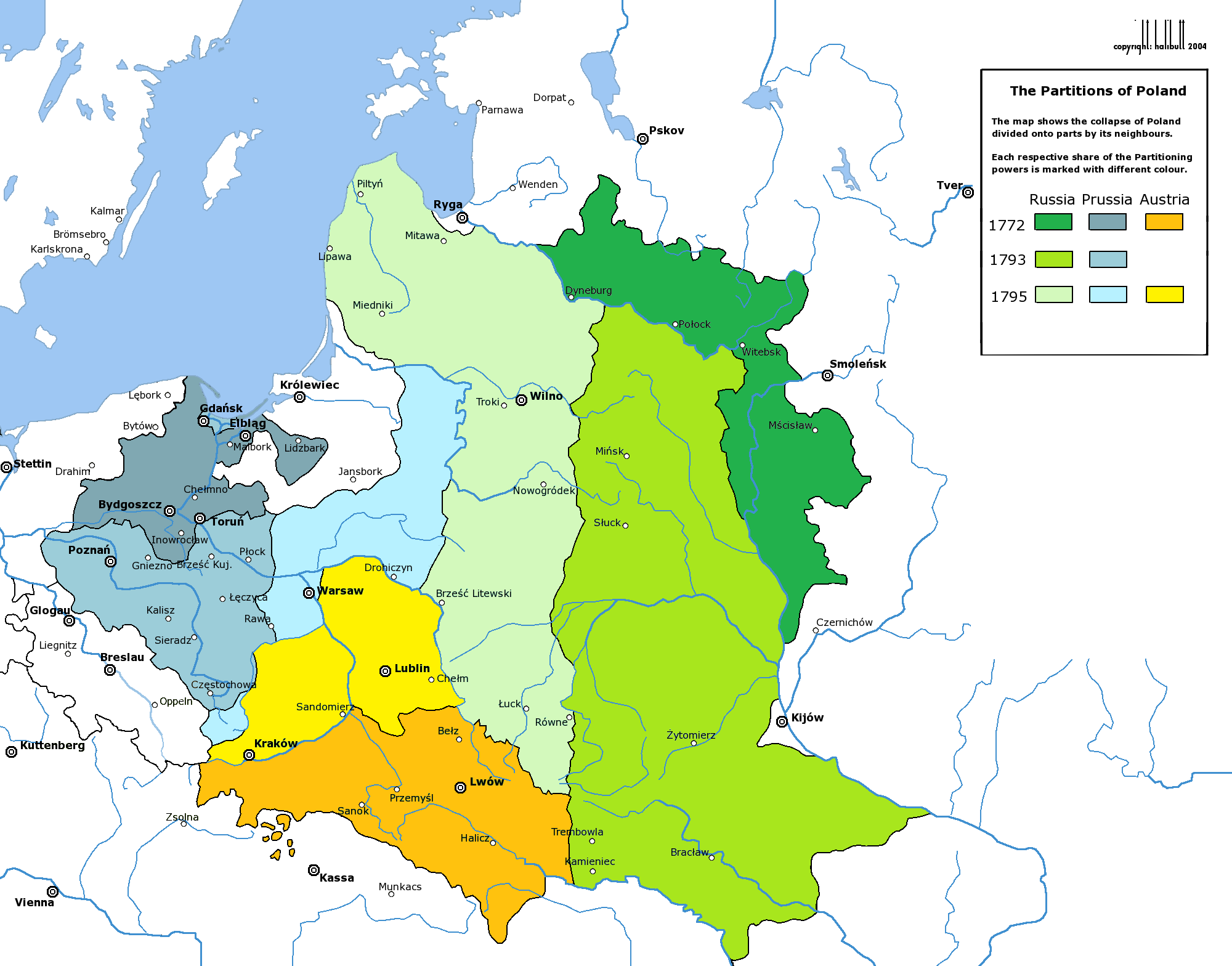
První dělení Polska: oranžové území připadlo Rakousku

Dne 5. července 1778 vypukla Válka o bavorské dědictví a opět ji zahájil Fridrich II. vpádem do Čech. Válka byla ovšem velmi rychlá a neodehrály se během ní žádné velké bitvy. Mír byl sepsán následujícího roku, dne 13. května 1779 a dostal označení těšínský. Rakousko si mohlo ponechat bavorskou Innskou čtvrť, zbytek si vzalo Prusko. Tento mír byl poslední velkou politickou akcí, kterou Marie Terezie stihla za svého života udělat. U Marie Terezie byl diagnostikován vysoký krevní tlak a pulmonální neprůchodnost s rozedmou plic.
Dne 8. listopadu 1780 se nachladila na lovu bažantů a 29. listopadu 1780 zemřela. Pitva ukázala, že jí nefungovala jedna plíce. Byla pochována, stejně jako její manžel a její vychovatelka Charlotta Fuchsová, v rodinné kapucínské kryptě.
Po celém tehdejším Rakousku se konaly bohoslužby a i její celoživotní úhlavní nepřítel Fridrich II. jí vzdal čest. Zanechala po sobě, až na Slezsko a získanou část Bavorska, neporušené Rakousko z dob vlády svého otce a dále sedm potomků na sedmi evropských trůnech.

## Panovnické hodnosti Marie Terezie

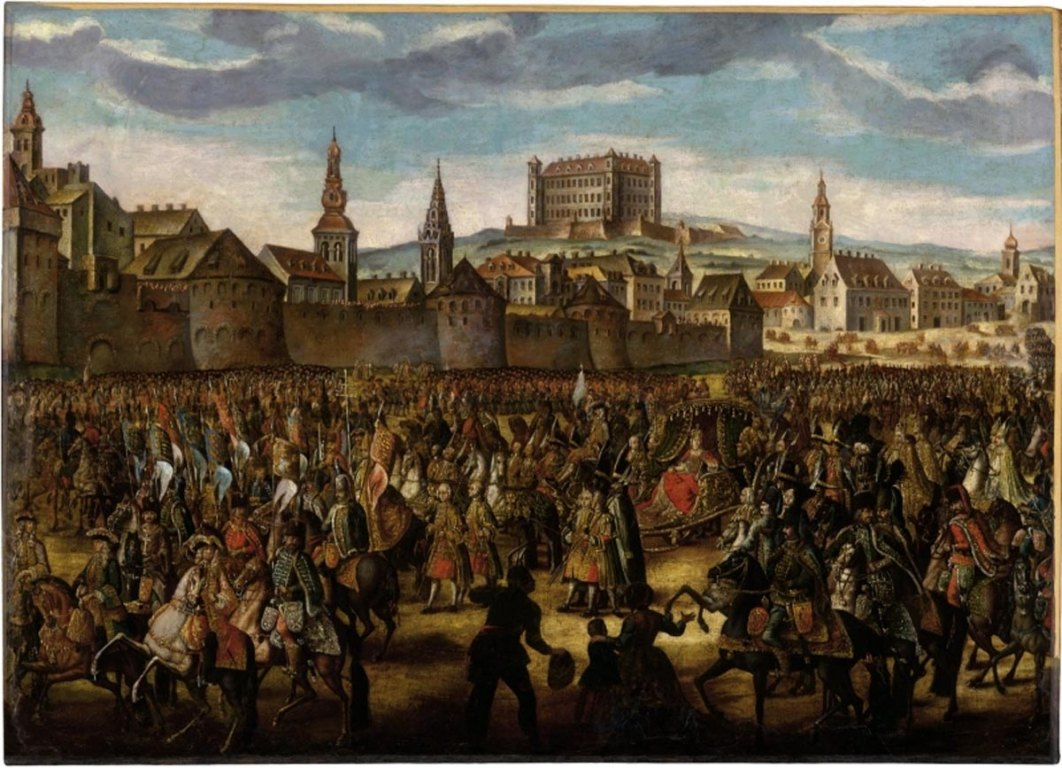
Korunovační průvod při korunovaci Marie Terezie na uherského krále v Prešpurku roku 1741

Panovnické hodnosti Marie Terezie byly následující:
- arcivévodkyně rakouská 1740–1780
- královna uherská (Regina Hungariae) v letech 1740–1780 (korunována roku 1741 v Prešpurku, dnešní Bratislavě)
- královna česká 1740–1780 (korunována roku 1743 v Praze)
- vévodkyně parmská 1740–1748
- a další hodnosti suverénní panovnice v malých územních celcích

Její panování bylo státoprávně podloženo pragmatickou sankcí jejího otce, císaře Svaté říše římské Karla VI., který neměl mužského potomka. Byla panovnicí nad habsburskou říší, nikoliv „císařovnou Svaté říše římské“, jak je někdy označována. Tou totiž nemohla být a nebyla zvolena, ani nebyla takto korunována. Při korunovaci svého manžela Františka I. Lotrinského za císaře ve Frankfurtu nad Mohanem v roce 1745 byla jen nejvznešenější členkou jeho doprovodu. Pro ni používaný název „císařovna“ tedy nebyl oficiálním titulem. V letech 1745–1765 byla „císařovnou-manželkou“, po smrti jejího manžela v roce 1765 byla „císařovnou-vdovou“, respektive „císařovnou-matkou“. Císařem Svaté říše římské se stal její syn Josef II.

## Titulatura na mincích

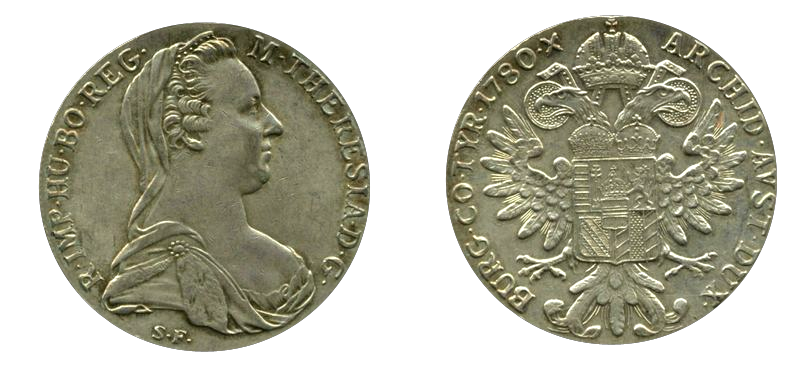
Jáchymovský tolar Marie Terezie

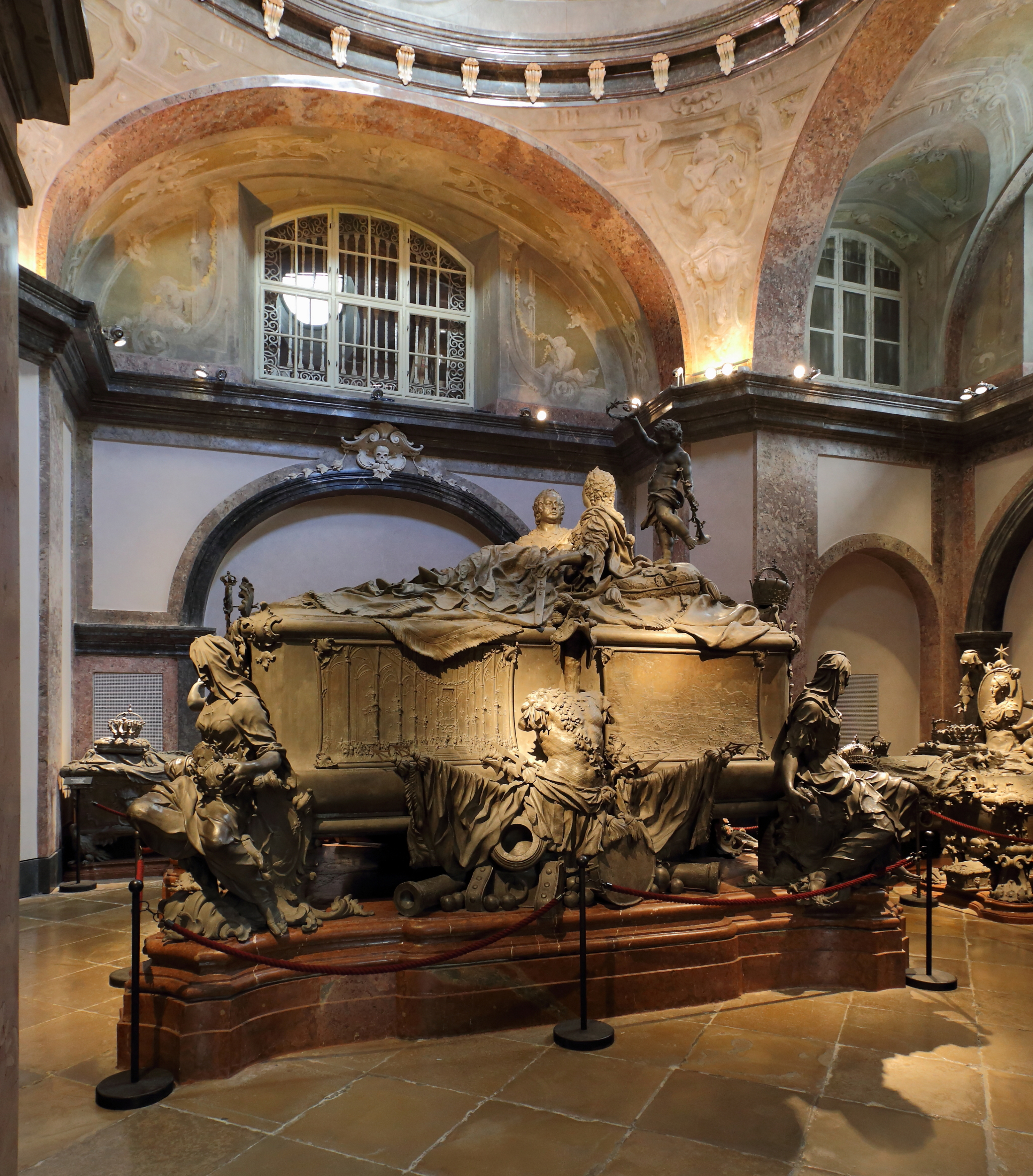
Sochařský náhrobek Marie Terezie a Františka I. Lotrinského v Císařské hrobce ve Vídni

Vývoj užívání jednotlivých hodností pro veřejné účely (nikoliv oficiálních titulů) ilustruje vývoj ražených mincí z dob její vlády. Na mincích a medailích s podobiznou panovnice se objevuje nápis „M THERESIA D G R IMP HU BO REG“ (= Maria Theresia, Dei Gratia Romanorum Imperatrix, Hungariae Bohemiaeque Regina = Marie Terezie z Boží vůle římská císařovna, uherská a česká královna) až od roku 1745, kdy byl její manžel František Lotrinský zvolen císařem po smrti císaře Karla VII. Albrechta.
Císař Karel VI., otec Marie Terezie, zřídil ve Vídni císařskou mincovnu, kde byl mincmistrem Matthäus Donner (bratr sochaře Georga Raphaela Donnera), který býval na spodním okraji mincí podepsán (případně zkratkou MD). Donner vytvářel a razil na příkaz císaře mince, a sice české tolary (podle kterých byl později převzat název pro měnu Spojených států, Americký dolar), krejcary, dukáty, feniky, liardy. atd.). Dále byly v této mincovně produkovány i medaile z milosti, které panovník uděloval za zásluhy významným osobnostem.

## Tereziánské reformy

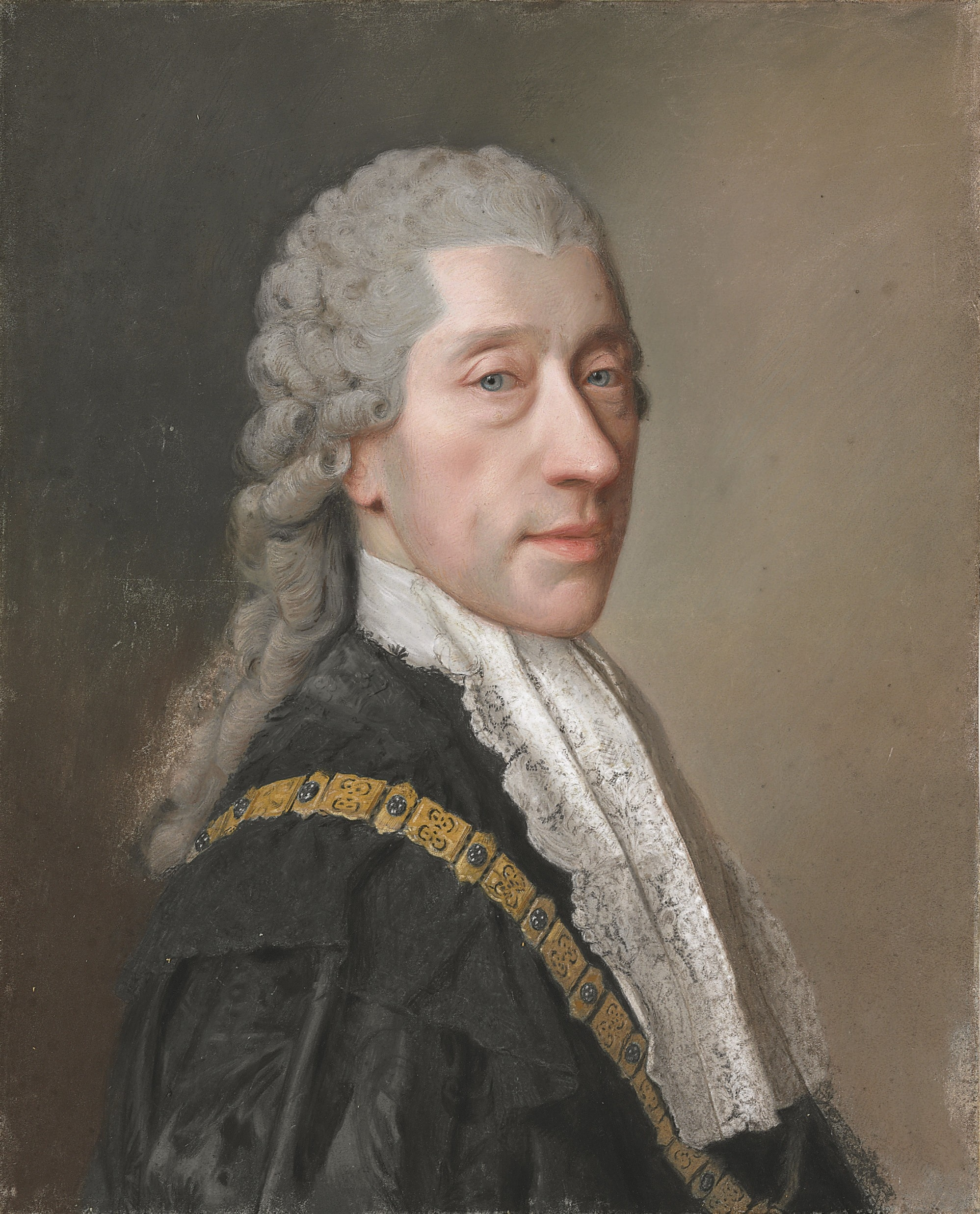
Moravský šlechtic hrabě Kounic měl na starosti zahraniční politiku a prosadil řadu reforem

Za panování Marie Terezie byly provedeny osvícenské reformy v řadě oblastí. Na ně pak navázaly josefinské reformy. V rámci správní reformy byla omezena zemská samospráva, vytvořena centralizovaná správa monarchie a státní správa byla profesionalizována. Bylo sjednoceno trestní právo v Rakousku a českých zemích, a to zákoníkem zvaným Constitutio Criminalis Theresiana (vešel v platnost roku 1768). Tento zákoník byl v mnohém stále poplatný právní soustavě středověku, jako důkazní prostředek připouštěl například mučení a obsahoval ještě skutkové podstaty trestných činů jako je čarodějnictví nebo magie.
Byly vytvořeny tereziánské katastry, soupisy půdy, domů a obyvatel. Tereziánský urbář z roku 1767 definoval vztahy mezi vlastníky půdy a jejich poddanými v Uhrách, což narazilo na ostrý odpor uherské šlechty. Poddanská a pozemková reforma, kterou navrhl a v několika zemích (Čechy, Dolní Rakousy, Morava, Štýrsko a Halič), provedl František Antonín Raab, se označuje jako raabizace (aboliční raabovská soustava, raabovský robotní svod nebo raabovský emfyteut). Část vrchnostenské půdy byla za poplatek rozdělena mezi rolníky, v rámci pilotního projektu byla roku 1775 rozdělena část půdy po zrušeném jezuitském řádu. Roku 1775 vydala Marie Terezie poslední robotní patent, který zmírnil robotní povinnost. Josef II. raabovské reformy zastavil.
Stát podporoval podnikání (textilní a sklářské manufaktury, papírny), zavedl celní unii a cla na ochranu před zahraniční konkurencí. Modernizovalo se obdělávání půdy a prosadily se brambory. Byla zavedena jednotná měna (1 tolar = 2 zlaté) a první papírové peníze (bankocetle) a sjednoceny míry a váhy.
V roce 1751 byl vydán ohňový patent, stanovující průlomové zásady požární ochrany, zejména stavbu domů z nehořlavých materiálů a vybavení vesnic zvoničkami s nepřetržitou vartýřskou službou.
V roce 1770 bylo uzákoněno číslování domů, jak ve městech, tak i na vesnicích. V matričních záznamech (knihách) se to projevilo od roku 1771.
Roku 1773 byl zrušen jezuitský řád, jezuité tím přišli i o dohled nad školstvím.
K řízení reformy školství byl pozván Johann Ignaz Felbiger. 6. prosince 1774 byl vydán Všeobecný školní řád pro všechny císařsko-královské země, který stanovil mimo jiné všeobecnou vzdělávací povinnost pro chlapce i dívky (nikoli povinnou školní docházku, jak se obvykle uvádí). Byla zavedena povinná šestiletá školní docházka a systém škol:
- triviální školy na venkově i ve městech, při farách, pro výuku čtení, psaní a počtů, výuku náboženství a základů zemědělství, pro dívky též domácích prací. Na obsah výuky dohlížel farář, na hospodaření školy školní dozorce, což byl obvykle nejbohatší sedlák z vesnice.
- hlavní školy ve městech, alespoň jedna v kraji. Kromě základních znalostí se učila též německá gramatika a latina. V českých hlavních školách se v prvním ročníku učilo česky, ve druhém částečně česky, ve vyšších německy.
- normální školy, což byly učitelské ústavy v zemských městech, s výukou pouze v němčině.
- preparandy, přípravné kursy pro učitele, trvaly při normálních školách 1–2 roky, při hlavních školách 3 měsíce.

Dozor nad hlavními a normálními školami měly zemské školní komise.
Roku 1775 byla provedena reorganizace středních škol podle Gratiana Marxe. Byla vytvořena pětitřídní (později šestitřídní) gymnázia, kde se učilo německy, od 3. třídy latinsky.
Roku 1751 založila Marie Terezie ve Vídni vojenskou akademii.

### Hodnocení reforem
V české historiografii jsou na důsledky panování Marie Terezie rozdílné názory. Zrušením České dvorské kanceláře v roce 1749 a dalšími jejími reformami se staly země Koruny české de facto provincií habsburské monarchie. Naopak některé její reformy, zčásti i reformy státní správy, armády, ale především školství, měly pozitivní následky také pro český národ.
Takto např. hodnotil zrušení České dvorské kanceláře Josef Pekař:
Panování Marie Terezie má zvlášť důležité místo v dějinách našich. Marie Terezie prvá zradila přísahy, jimiž se zavázala dbáti samostatnosti státu českého, a položila základy k spojení zemí českých a rakouských v jednotný stát. Poněvadž země uherské zůstaly tohoto násilí ušetřeny, byla tím připravována pozdější dualistická forma monarchie.
Josef Pekař: Dějiny československé

## Potomci

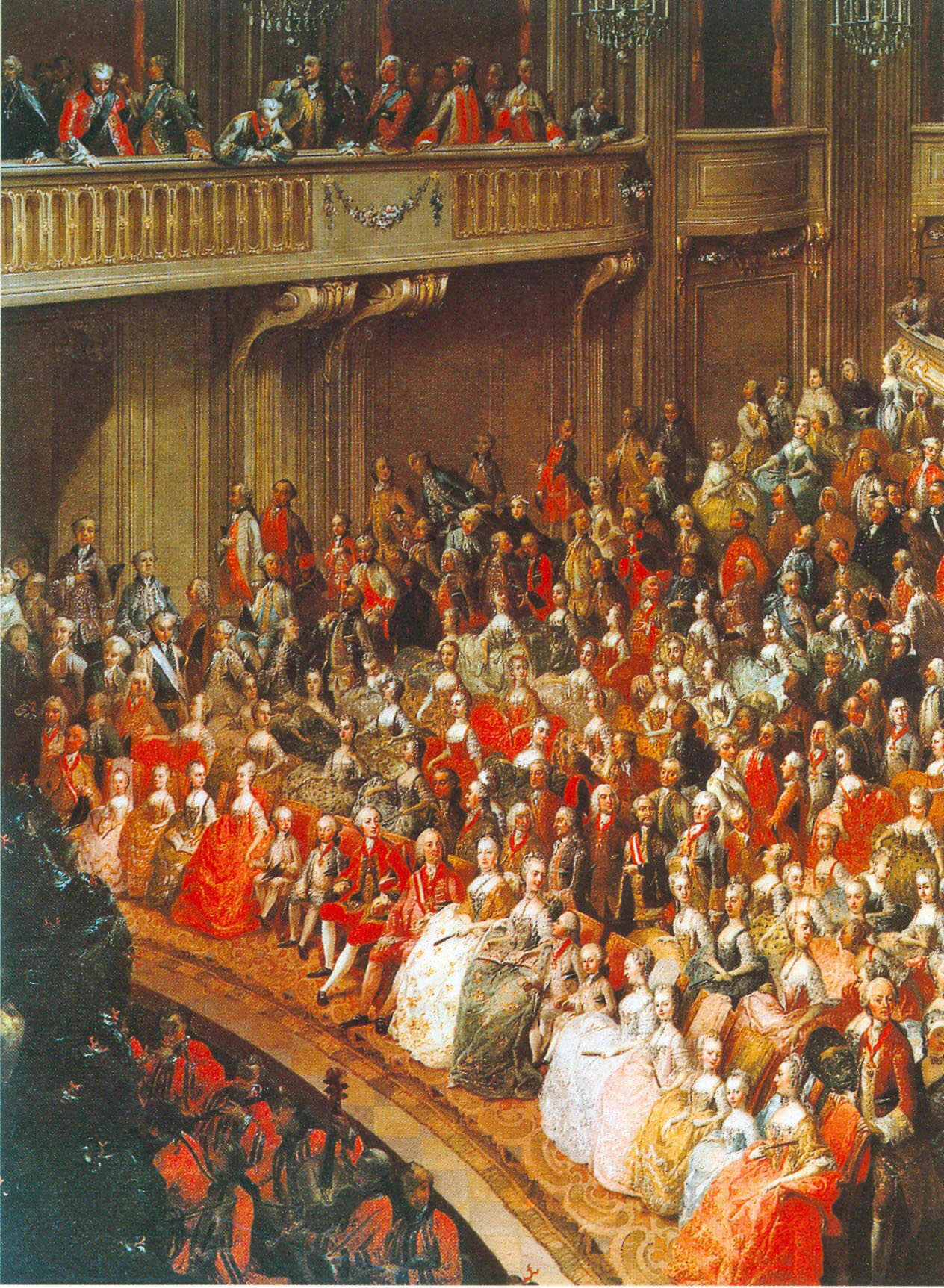
Císařská rodina v opeře

Z manželství s císařem Františkem I. Štěpánem vzešlo 16 dětí, 5 synů a 11 dcer. Šest dětí zemřelo ještě za života jejich matky (1. Marie Alžběta, 3. Marie Karolína, 7. Karel Josef, 10. Marie Karolína, 11. Johanna Gabriela, 12. Marie Josefa). Tři dcery se jmenovaly Marie Karolína (č. 3, 10 a 13). Dvě dcery se jmenovaly Marie Alžběta (č. 1 a 6). Dva synové se stali císaři (4. Josef II. a 9. Leopold II.).
- 1. Marie Alžběta (1737–1740)
- 2. Marie Anna (1738–1789), žila později v Klagenfurtu
- 3. Marie Karolína (1740–1741)
- 4. Josef II. (1741–1790)
  - 1.∞ 1760 princezna Isabela Bourbonsko-Parmská, dcera Filipa Parmského vévody z Parmy, Piacenzy, Guastelly
  - 2.∞ 1765 princezna Marie Josefa Bavorská, dcera císaře Karla VII. a Marie Amálie Habsburské
- 5. Marie Kristina (1742–1798) ∞ 1766 vévoda Albert Kazimír Sasko-Těšínský, syn polského krále Augusta III. a Marie Josefy Habsburské
- 6. Marie Alžběta (1743–1808), abatyše v Innsbrucku
- 7. Karel Josef (1745–1761)
- 8. Marie Amálie (1746–1804) ∞ 1769 vévoda Ferdinand Parmský, syn Filipa Parmského vévody z Parmy, Piacenzy, Guastelly
- 9. Leopold II. (1747–1792) ∞ 1765 infantka Marie Ludovika Španělská z rodu Bourbon-Anjou, dcera krále Karla III.
- 10. Marie Karolína (1748–1748)
- 11. Johanna Gabriela (1750–1762) (zasnoubena) král Ferdinand I. Neapolsko-Sicilský
- 12. Marie Josefa (1751–1767) (zasnoubena) král Ferdinand I. Neapolsko-Sicilský
- 13. Marie Karolína (1752–1814) ∞ 1768 král Ferdinand I. Neapolsko-Sicilský, syn španělského krále Karla III.
- 14. Ferdinand Karel (1754–1806) ∞ 1771 vévodkyně Marie Beatrice d'Este, dcera vévody Herkula III. z Modeny
- 15. Marie Antoinetta (Marie Antonie) (1755–1793) ∞ 1770 Ludvík XVI. (1754–1793), francouzský král od 1774, syn dauphina Ludvíka Bourbonského
- 16. Maxmilián František (1756–1801), arcibiskup, kurfiřt kolínský

### Synové Marie Terezie
| Josef II. | Karel Josef | Leopold II. | Ferdinand Karel | Maxmilián František |
|           |             |             |                 |                     |

### Dcery Marie Terezie
| Marie Anna | Marie Kristina | Marie Alžběta | Marie Amálie | Johanna Gabriela | Marie Josefa | Marie Karolína | Marie Antoinetta |
|            |                |               |              |                  |              |                |                  |

## Vývod z předků
|               |                                                             |  |                                   |                                                      |  |  |  |  |  |  |  | Ferdinand II. Habsburský |
|               |                                                             |  |                                   |                                                      |  |  |  |  |  |  |  |                          |
|               | Ferdinand III. Habsburský                                   |  |                                   |                                                      |  |  |  |  |  |  |  |                          |
|               |                                                             |  |                                   |                                                      |  |  |  |  |  |  |  |                          |
|               |                                                             |  |                                   | Marie Anna Bavorská                                  |  |  |  |  |  |  |  |                          |
|               |                                                             |  |                                   |                                                      |  |  |  |  |  |  |  |                          |
|               | Leopold I.                                                  |  |                                   |                                                      |  |  |  |  |  |  |  |                          |
|               |                                                             |  |                                   |                                                      |  |  |  |  |  |  |  |                          |
|               |                                                             |  |                                   | Filip III. Španělský                                 |  |  |  |  |  |  |  |                          |
|               |                                                             |  |                                   |                                                      |  |  |  |  |  |  |  |                          |
|               | Marie Anna Španělská                                        |  |                                   |                                                      |  |  |  |  |  |  |  |                          |
|               |                                                             |  |                                   |                                                      |  |  |  |  |  |  |  |                          |
|               |                                                             |  |                                   | Markéta Habsburská                                   |  |  |  |  |  |  |  |                          |
|               |                                                             |  |                                   |                                                      |  |  |  |  |  |  |  |                          |
|               | Karel VI. Habsburský                                        |  |                                   |                                                      |  |  |  |  |  |  |  |                          |
|               |                                                             |  |                                   |                                                      |  |  |  |  |  |  |  |                          |
|               |                                                             |  |                                   | Wolfgang Vilém Neuburský                             |  |  |  |  |  |  |  |                          |
|               |                                                             |  |                                   |                                                      |  |  |  |  |  |  |  |                          |
|               | Filip Vilém Falcký                                          |  |                                   |                                                      |  |  |  |  |  |  |  |                          |
|               |                                                             |  |                                   |                                                      |  |  |  |  |  |  |  |                          |
|               |                                                             |  |                                   | Magdalena Bavorská                                   |  |  |  |  |  |  |  |                          |
|               |                                                             |  |                                   |                                                      |  |  |  |  |  |  |  |                          |
|               | Eleonora Magdalena Falcko-Neuburská                         |  |                                   |                                                      |  |  |  |  |  |  |  |                          |
|               |                                                             |  |                                   |                                                      |  |  |  |  |  |  |  |                          |
|               |                                                             |  |                                   | Jiří II. Hesensko-Darmstadtský                       |  |  |  |  |  |  |  |                          |
|               |                                                             |  |                                   |                                                      |  |  |  |  |  |  |  |                          |
|               | Alžběta Amálie Hesensko-Darmstadtská                        |  |                                   |                                                      |  |  |  |  |  |  |  |                          |
|               |                                                             |  |                                   |                                                      |  |  |  |  |  |  |  |                          |
|               |                                                             |  |                                   | Žofie Eleonora Saská                                 |  |  |  |  |  |  |  |                          |
|               |                                                             |  |                                   |                                                      |  |  |  |  |  |  |  |                          |
| Marie Terezie |                                                             |  |                                   |                                                      |  |  |  |  |  |  |  |                          |
|               |                                                             |  |                                   |                                                      |  |  |  |  |  |  |  |                          |
|               |                                                             |  | August Brunšvicko-Wolfenbüttelský |                                                      |  |  |  |  |  |  |  |                          |
|               |                                                             |  |                                   |                                                      |  |  |  |  |  |  |  |                          |
|               | Anton Ulrich Brunšvicko-Wolfenbüttelský                     |  |                                   |                                                      |  |  |  |  |  |  |  |                          |
|               |                                                             |  |                                   |                                                      |  |  |  |  |  |  |  |                          |
|               |                                                             |  |                                   | Dorotea Anhaltsko-Zerbstská                          |  |  |  |  |  |  |  |                          |
|               |                                                             |  |                                   |                                                      |  |  |  |  |  |  |  |                          |
|               | Ludvík Rudolf Brunšvicko-Wolfenbüttelský                    |  |                                   |                                                      |  |  |  |  |  |  |  |                          |
|               |                                                             |  |                                   |                                                      |  |  |  |  |  |  |  |                          |
|               |                                                             |  |                                   | Frederik Šlesvicko-Holštýnsko-Sonderbursko-Norburský |  |  |  |  |  |  |  |                          |
|               |                                                             |  |                                   |                                                      |  |  |  |  |  |  |  |                          |
|               | Alžběta Juliana Šlesvicko-Holštýnsko-Sonderbursko-Norburská |  |                                   |                                                      |  |  |  |  |  |  |  |                          |
|               |                                                             |  |                                   |                                                      |  |  |  |  |  |  |  |                          |
|               |                                                             |  |                                   | Eleonora Anhaltsko-Zerbstská                         |  |  |  |  |  |  |  |                          |
|               |                                                             |  |                                   |                                                      |  |  |  |  |  |  |  |                          |
|               | Alžběta Kristýna Brunšvicko-Wolfenbüttelská                 |  |                                   |                                                      |  |  |  |  |  |  |  |                          |
|               |                                                             |  |                                   |                                                      |  |  |  |  |  |  |  |                          |
|               |                                                             |  |                                   | Jáchym Arnošt Öttingenský                            |  |  |  |  |  |  |  |                          |
|               |                                                             |  |                                   |                                                      |  |  |  |  |  |  |  |                          |
|               | Albrecht Arnošt I. Öttingenský                              |  |                                   |                                                      |  |  |  |  |  |  |  |                          |
|               |                                                             |  |                                   |                                                      |  |  |  |  |  |  |  |                          |
|               |                                                             |  |                                   | Anna Dorotea z Hohenlohe-Neuensteinu                 |  |  |  |  |  |  |  |                          |
|               |                                                             |  |                                   |                                                      |  |  |  |  |  |  |  |                          |
|               | Kristýna Luisa Öttingenská                                  |  |                                   |                                                      |  |  |  |  |  |  |  |                          |
|               |                                                             |  |                                   |                                                      |  |  |  |  |  |  |  |                          |
|               |                                                             |  |                                   | Eberhard III. Württemberský                          |  |  |  |  |  |  |  |                          |
|               |                                                             |  |                                   |                                                      |  |  |  |  |  |  |  |                          |
|               | Kristýna Frederika Württemberská                            |  |                                   |                                                      |  |  |  |  |  |  |  |                          |
|               |                                                             |  |                                   |                                                      |  |  |  |  |  |  |  |                          |
|               |                                                             |  |                                   | Anna Kateřina ze Salm-Kyrburgu                       |  |  |  |  |  |  |  |                          |
|               |                                                             |  |                                   |                                                      |  |  |  |  |  |  |  |                          |

## Návštěvy Marie Terezie v českých zemích

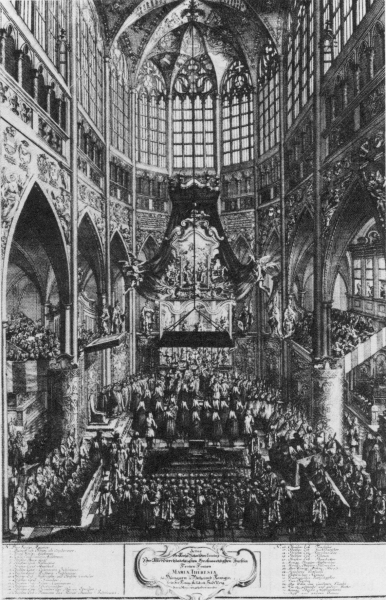
Korunovace Marie Terezie na českou královnu v roce 1743

Marie Terezie navštívila české země celkem osmkrát, dvakrát ještě jako dítě, poté krátce po svatbě a jako panovnice vykonala při různých příležitostech pět cest do Čech a na Moravu (1743, 1748, 1750, 1753, 1754). Poprvé navštívila Čechy v roce 1721, kdy se svou matkou Alžbětou Kristýnou pobývala v Karlových Varech. Jako šestiletá se zúčastnila cesty svého otce Karla VI. na korunovaci českým králem (1723). Jednalo se o nejdelší pobyt Marie Terezie v Čechách, protože císařova korunovační cesta se protáhla téměř na půl roku (od června do listopadu 1723). V roce 1737 zamířila do Čech již s novomanželem Františkem Štěpánem, kdy po přenocování v Jindřichově Hradci u hrabat Černínů zamířili k přehlídce vojenských jednotek dislokovaných u Týna nad Vltavou.
Nejvýznamnější cesta Marie Terezie do Čech byla spojena s její korunovací na českou královnu v roce 1743. Přes Znojmo, Jihlavu a Kutnou Horu přijela na komorní panství v Brandýse nad Labem, kde byl přivítána nejvyšším purkrabím Janem Arnoštem Schaffgotschem. Druhý den navštívila poutní místo Staré Boleslavi a po slavnostním vjezdu do Prahy (29. dubna 1743) se ubytovala na Pražském hradě, který musel být upraven po nedávné francouzské okupaci. Korunovace se konala 12. května 1743 v katedrále sv. Víta a následující den oslavila Marie Terezie své narozeniny na plese v paláci nejvyššího maršálka hraběte Františka Jindřicha Šlika. Kromě pobytu v Praze, společenských akcí, slavnostních bohoslužeb a návštěv různých institucí (Klementinum) zavítala také na panství Veltrusy hrabat Chotků nebo Chlumec nad Cidlinou hrabat Kinských. Korunovační cesta Marie Terezie do Prahy trvala měsíc a půl, k návratu do Vídně zamířila přes Benešov, Tábor a České Budějovice.

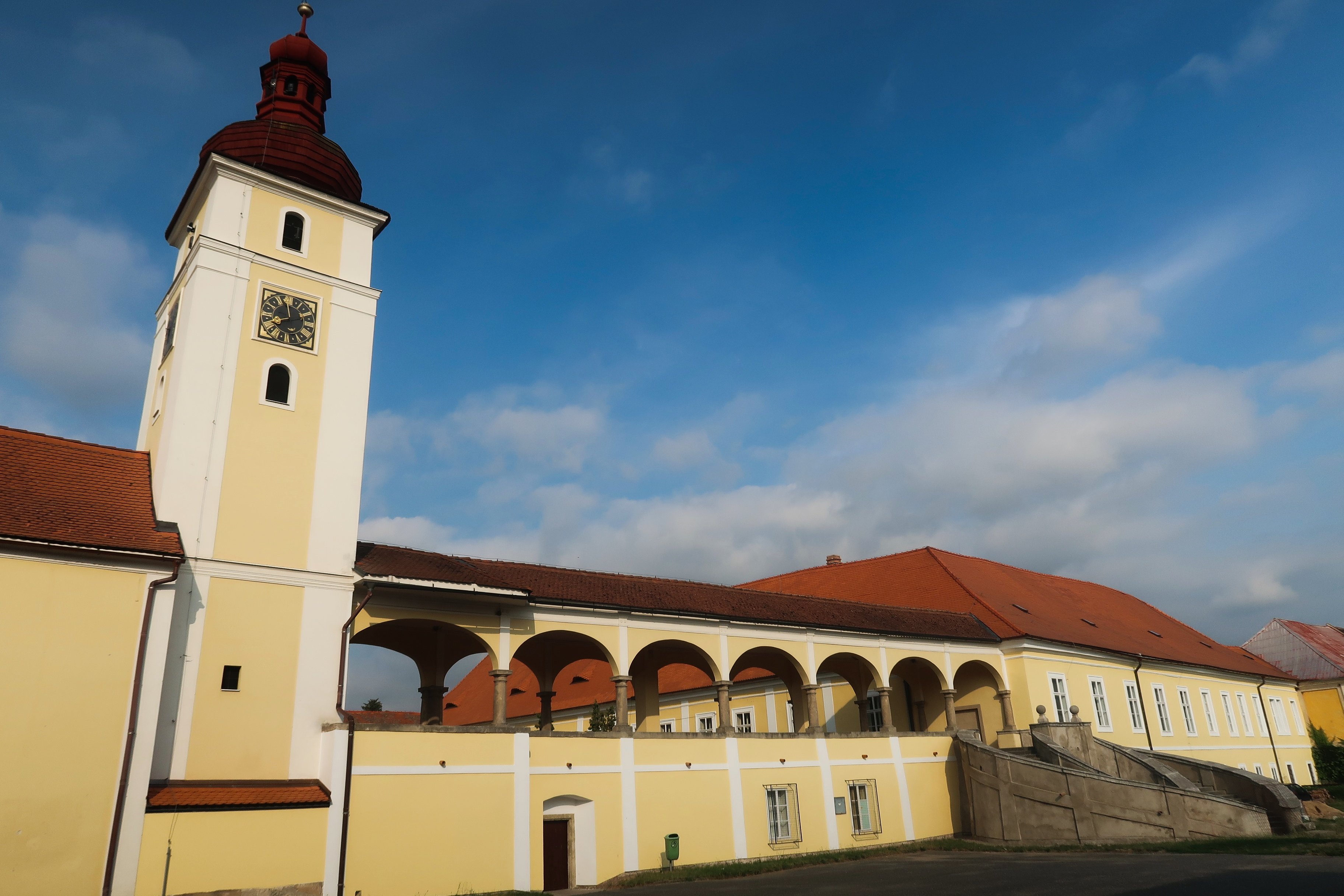
Zámek Nové Dvory, kde Marie Terezie strávila dva týdenní pobyty v letech 1750 a 1754

Další návštěva, tentokrát na Moravu, byla spojena s přehlídkou pomocného ruského vojenského sboru v závěru válek o rakouské dědictví. Tato návštěva se odehrála v červnu 1748. V Brně bydlel panovnický pár v Ditrichštejnském paláci, poté následoval přesun do Kroměříže s noclehem v biskupském zámku. Z Kroměříže pokračovala cesta do Olomouce s ubytováním v biskupském paláci (hostitelem v Kroměříži i Olomouci byl olomoucký biskup kardinál Ferdinand Julius Troyer). Kromě zmíněné přehlídky ruských vojsk v okolí Olomouce navštívila Marie Terezie s manželem také klášter Hradisko a poutní místo Svatý Kopeček. Po návratu do Brna zavítal císařský pár na zámek Slavkov Václava Antonína Kounice (ten však sám nebyl přítomen) a na dvě krátké návštěvy zámku v Židlochovicích Jana Leopolda z Ditrichštejna. Cestou na Moravu a zpět nocoval císařský pár s doprovodem na zámku v Mikulově.
Vojenské pozadí měly i tři další cesty Marie Terezie do Čech spojené s manévry císařské armády. V srpnu 1750 se konaly manévry v okolí Kolína, Marie Terezie s Františekem Štěpánem byli týden ubytování na zámku Nové Dvory knížete Karla Josefa Batthyányho. Po soukromém výletu do sedleckého kláštera následovala oficiální navštěva Kutné Hory a poté návrat do Vídně. Další manévry probíhaly v roce 1753 opět v Týně nad Vltavou, tentokrát se jednalo o krátkou týdenní cestu spojenou se zastávkami v Třeboni, Jindřichově Hradci a Uherčicích.
Poslední návštěvu českých zemí absolvovala Marie Terezie v srpnu a září 1754 s pobytem na různých místech. Opět se konaly manévry císařské armády v okolí Kolína a císařský pár znovu strávil celý týden na zámku Nové Dvory. Koncem srpna 1754 se císařský dvůr přesunul do Prahy, kde se Marie Terezie zúčastnila slavnostního vysvěcení kaple Nalezení sv. Kříže, položila základní kámen k výstavbě Tereziánského ústavu šlechtičen na Pražském hradě a také věnovala vlastnoručně vyšívané roucho pro sošku Pražského Jezulátka. Koncem srpna navštívil císařský pár zámek Veltrusy, kde hrabě Rudolf Chotek připravil výstavu produkce z českých manufaktur. Cestou z Prahy na Moravu začátkem září se Marie Terezie zastavila na komorních panstvích Brandýs nad Labem a Pardubice (spojeno s výletem na Kunětickou horu) a přes Moravskou Třebovou přijela do Olomouce. V Olomouci byla opět ubytována v biskupském paláci a zúčastnila se slavnostního vysvěcení sloupu Nejsvětější Trojice. Do Vídně se pak císařský pár vrátil přes zámek Holíč, který byl osobním majetkem Františka Štěpána.

## Odraz v kultuře

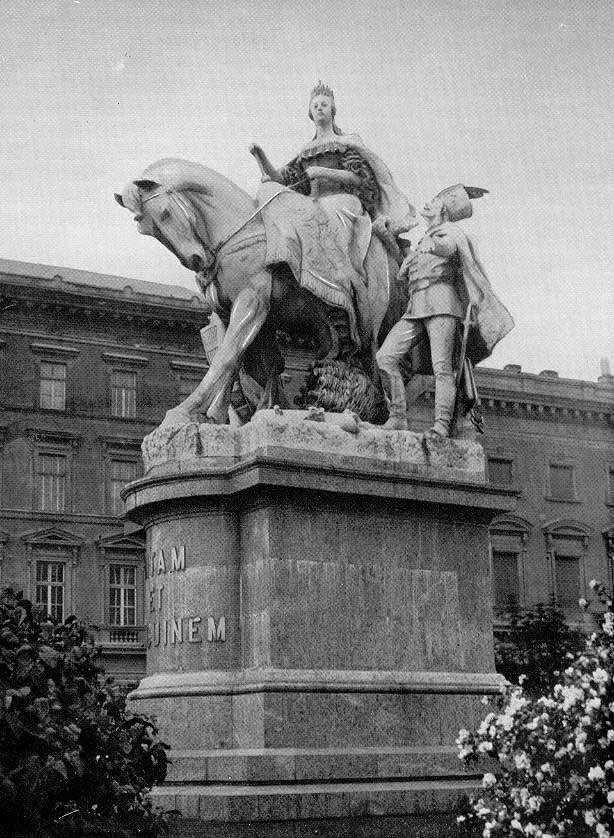
Bývalý pomník Marie Terezie v Bratislavě

### Televizní seriál
Při příležitosti 300 let od narození Marie Terezie v roce 2017 se její život a doba, ve které žila a působila, stal námětem prvních dvou dílů výpravného stejnojmenného televizního seriálu. Premiéru těchto dvou dílů sledovalo v pořadu České televize na 2,5 milionu diváků a asi 800 tisíc diváků ji vidělo na slovenské RTVS. Seriál byl vysílán také rakouskou televizí ORF. První dva díly seriálu byly vyrobeny v česko-slovenské koprodukci. Účinkovali v něm převážně čeští herci a herečky, avšak několik hlavních rolí včetně postavy Marie Terezie bylo obsazeno umělci z Rakouska a Maďarska. Natáčení se uskutečnilo převážně na zámku Valtice a v Kroměříži. Během roku 2019 vznikly dva další díly seriálu, přičemž k jejich produkci přispěli také Rakušané. Všechny čtyři díly byly vysílány ve dnech 12. a 13. dubna 2020 na německo-francouzské televizní stanici Arte.

### Pomníky (výběr)
Rakousko
Pomník Marie Terezie ve Vídni je nejznámější z pomníků této panovnice na území Rakouska.
Pomník v Bratislavě
Pomník Marie Terezie v Bratislavě bylo monumentální mramorové jezdecké sousoší v Bratislavě (tehdy Prešpurku), postavené v roce 1897. Roku 1921 však bylo toto sousoší ve stupňujících se protiuherských náladách příslušníky československých legií za asistence policie zničeno.
Pomník v Praze

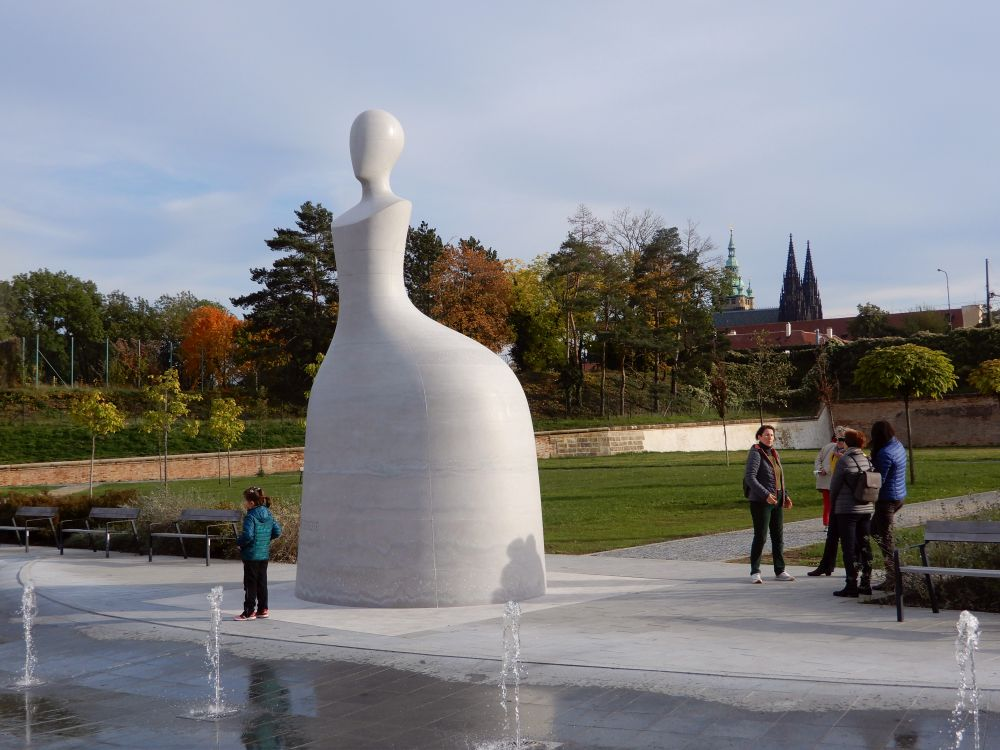
Pomník Marie Terezie v Parku Marie Terezie v Praze na Hradčanech (vybudován a odhalen 2020)

Dne 13. května 2017 byl odhalen základní kámen budoucího pomníku Marie Terezie v parku nedaleko jednoho z výjezdů tunelového komplexu Blanka u Prašného mostu v Praze 6, v bývalé části Morávkova parku, který byl po panovnici pojmenován. Výstavbu památníku podporoval starosta Prahy 6 Ondřej Kolář, který uvedl, že „Marie Terezie je jediná žena, která kdy usedla na český trůn, a proto si takový monument zaslouží.“ Jde o první sochu Marie Terezie na území ČR. Proti stavbě byla radnici Prahy 6 doručena petice, která byla podepsána 150 občany. Záměr radnice naopak podpořila monarchistická strana Koruna Česká. 

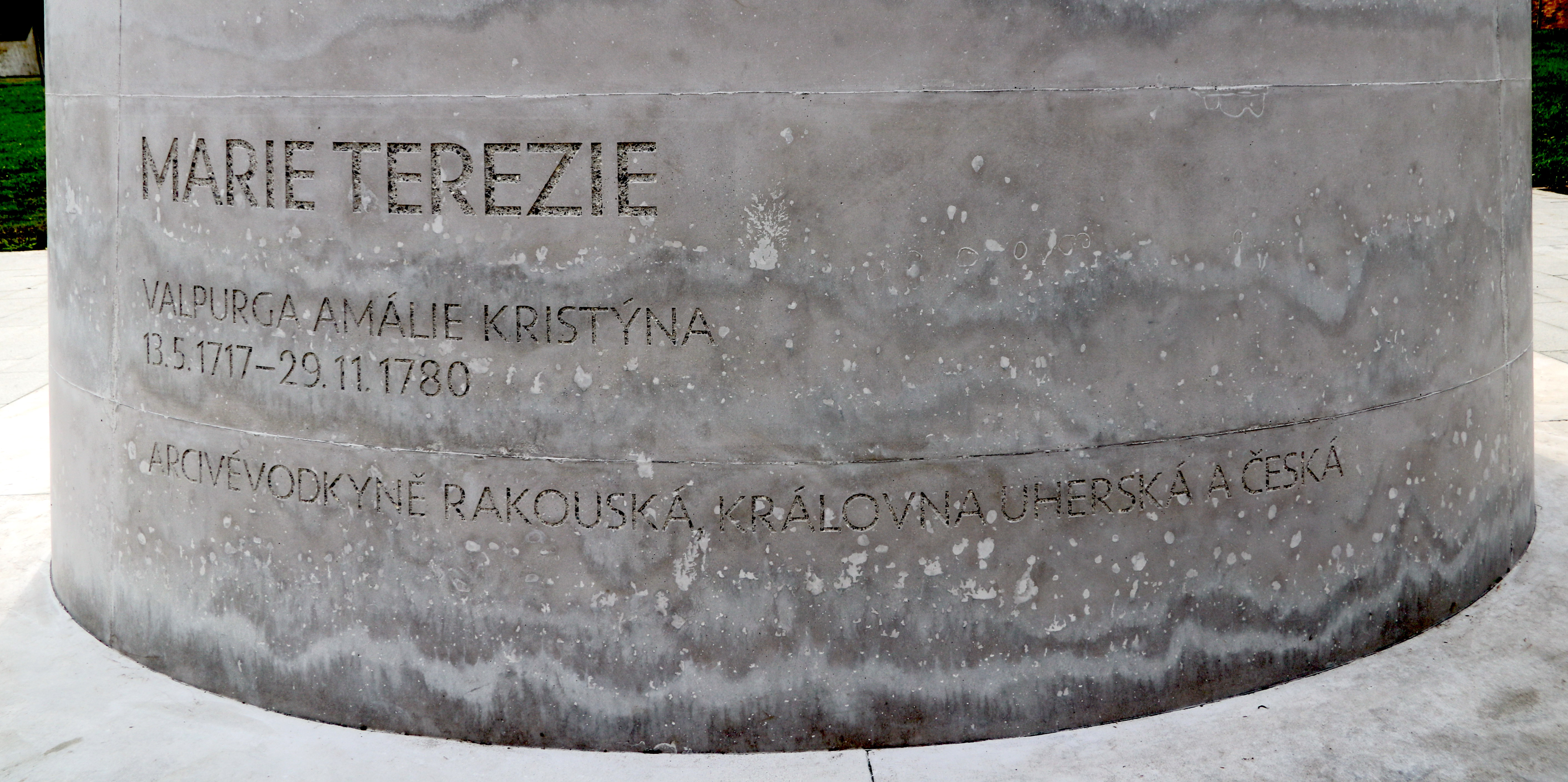
Pomník Marie Terezie - detail nápisu na spodní části.

Pomník v úterý 20. 10. 2020 odhalili zástupci městské části a autor sochy Jan Kovářík. „Je to významná socha ve veřejném prostoru, která bude budit debaty,“ řekl místostarosta městské části Jakub Stárek. Oficiální představení sochy bylo na 20. října stanoveno záměrně, protože tohoto dne roku 1740 Marie Terezie nastoupila na rakouský trůn. Na webu městské části je k vidění digitální „dvojče“ sochy spolu s pojednáním o panovnici.

## Zajímavost
Marie Terezie osobně vyšívala jedny ze šatiček pro Pražské Jezulátko – zelené se zlatou výšivkou, které patří mezi nejvýznamnější.